# Ronnie O'Sullivan
Pour les articles homonymes, voir O'Sullivan.
Ronald Antonio « Ronnie » O'Sullivan est un joueur de snooker professionnel, de billard et écrivain britannique, né le 5 décembre 1975 à Wordsley. 
Considéré comme l'un des plus talentueux joueurs de l'histoire du snooker, Ronnie O'Sullivan possède le plus beau palmarès de son sport. Il détient le nombre record de victoires dans les tournois de la triple couronne avec vingt-trois titres : huit au championnat du Royaume-Uni (record), sept de champion du monde (en 2001, 2004, 2008, 2012, 2013, 2020 et 2022) (co-recordman avec Stephen Hendry), huit au Masters de snooker (record). Premier joueur de l'histoire ayant dépassé la barre des mille centuries (break supérieur à 100 points), l'Anglais est aussi le plus titré dans les tournois classés, comptant pour le classement mondial, avec 41 succès en carrière.
Son style, rapide, lui vaut le surnom de « The Rocket » dans le monde anglophone, « la fusée » en français. Lors du championnat du monde 1997, il réalise le break maximal le plus rapide de l'histoire en moins de six minutes. Avec dix-sept breaks de 147 points, O'Sullivan détient également le record de parties parfaites. En 2025, il gravit un nouveau sommet, devenant le premier joueur à réaliser deux breaks de 147 points en un match au meilleur des onze manches. Parfaitement ambidextre, O'Sullivan est tout à fait capable de jouer au meilleur niveau mondial de la main droite comme de la main gauche. Bien qu'il joue principalement de la main droite, il a d'ailleurs expérimenté des manches entières de la main gauche lors de ses parties pour le titre mondial en 2004.
Perfectionniste, O'Sullivan a avoué souffrir de dépressions et de dépendances. Figure controversée, son fort tempérament lui a coûté des victoires, notamment lors du championnat du Royaume-Uni en 2006 qu'il abandonne en plein match par énervement. Il a aussi été disqualifié de la finale du Masters d'Irlande 1998 pour avoir consommé des drogues. De plus, il lui est arrivé de ne pas se présenter à certaines conférences de presse d'après match, faisant ainsi patienter les journalistes. En 2013, il déclare se retirer du jeu, une décision qu'il retire quelques mois plus tard pour régler ses problèmes liés à l'argent.
Décoré de l'Ordre de l'Empire Britannique (OEB) en 2016, Ronnie est consultant pour la chaîne de télévision Eurosport. Auteur confirmé, ayant déjà écrit des romans policiers et des autobiographies.

## Biographie

### Jeunesse
Ronald Antonio O'Sullivan naît le 5 décembre 1975 à Wordsley (en) dans les Midlands de l'Ouest (comté). La famille s'installe peu de temps après sa naissance à Chigwell, dans le comté d'Essex, au nord de Londres. Son père, Ron, propriétaire d'une chaîne de sex shops, installe dans le salon familial un billard. Le jeune Ronald fait ses études au lycée de Wanstead de Londres. Il n'a que 10 ans lorsqu'il réussit son premier century avec une série de 117 points,. Il réalise son premier 147, break maximum à 15 ans. Il devient professionnel en 1992 à l'âge de 16 ans.

### Débuts professionnels (1992-2000)
Ronnie O'Sullivan gagne ses 38 premiers matchs en tant que professionnel, un record qui est toujours d'actualité, se qualifiant pour le championnat du monde 1993, où il reste le plus jeune à se qualifier. Il perd au premier tour contre Alan McManus sur le score de 10 manches à 7, et finit sa première saison classé 57e. Il est le plus jeune gagnant d'un tournoi classé, quand il gagne en 1993 le championnat du Royaume-Uni, alors âgé de 17 ans, battant Stephen Hendry en finale, inaugurant ainsi une des rivalités les plus en vue de ce sport. En 1995, il remporte son premier Masters.
En novembre 1997, il remporte pour la deuxième fois le championnat du Royaume-Uni, battant Stephen Hendry 10-6 en finale.
O'Sullivan atteint les demi-finales du championnat du monde en 1999. Il perd cette demi-finale 17-14 contre Stephen Hendry, dans un match où les deux adversaires réalisent de nombreux centuries. La saison 1999-2000 prometteuse de O'Sullivan (il gagne 3 tournois classés) s'achève dans la déception, alors que, s'appuyant sur ses solides performances de la saison passée, il est un des favoris pour le titre en 2000, surtout après la défaite surprise de Hendry au premier tour 10-7 contre Stuart Bingham. Cependant, Ronnie O'Sullivan est éliminé également au premier tour par David Gray, revenu à 9-7 après avoir été mené 1-5, pour battre Ronnie 10-9. Dans ce match, O'Sullivan réalise cinq centuries (trois consécutifs, égalant le record détenu par John Higgins).

### Premiers titres de champion du monde et numéro 1 mondial
En 2001, O'Sullivan remporte son premier titre de champion du monde (qu'il dédie à son père), sur une victoire de 18-14 contre John Higgins, et son 3e titre au championnat du Royaume-Uni, avec une victoire de 10-1 contre Ken Doherty.
La saison 2002-2003 est également réussie, avec un Ronnie O'Sullivan gagnant le Masters d’Écosse, l'Open d'Europe, le Masters d'Irlande. En revanche, sa saison s'achève sur une note décevante quand il est éliminé du championnat du monde au premier tour, pour la 3e fois de sa carrière, perdant 10-6 contre Marco Fu, malgré un 147 pendant le match. Cette défaite le fait descendre à la 3e place dans le classement mondial.
En janvier 2004, Le père de Ronnie téléphone à Ray Reardon, sextuple champion du monde dans les années 1970, et lui demande s'il peut donner quelques conseils à son fils Ronnie. Avec le soutien de Reardon, Ronnie revient au sommet de sa forme, et remporte le championnat du monde 2004, dédiant à nouveau cette victoire à son père. Pour cela, il bat Stephen Hendry 17-4 en demi-finale, ce qui constitue actuellement la plus lourde défaite d'un championnat du monde en demi-finale. Il bat ensuite Graeme Dott en finale, 18 manches à 8. Il se classe numéro un mondial pendant les deux saisons suivantes.

### Saison 2004-2005
Pendant le championnat du monde 2005, il perd face à Peter Ebdon en quart de finale. Mené 2-8, Ebdon remonte au score, et gagne 13-11, en jouant dans un style déterminé et résolu. Toutefois, beaucoup d'observateurs l'accusent de jouer délibérément lentement afin de perturber le style de jeu rapide de Ronnie O'Sullivan. Dans une manche, Ebdon réalise un break de douze points en autant de temps qu'O'Sullivan avait réalisé son break de 147 points en 1997. Après le match, O'Sullivan indique à la presse qu'il ne jouera probablement pas la saison suivante, et qu'il prendra peut-être sa retraite dans ce sport par la même occasion. Cependant, en septembre 2005, il annonce qu'il désire jouer une saison 2005-2006 tronquée et passer du temps à jouer au 8-américain aux États-Unis après avoir été sélectionné pour concourir dans la catégorie élite de l'IPT (International Pool Tour). Il se trouve que le tournoi de pool, où Ronnie doit faire ses débuts, tombe en même temps que la défense de son titre de champion de première ligue en snooker. Le planning est changé, et O'Sullivan bat Stephen Hendry 6-0 avec quatre centuries.
O'Sullivan gagne ensuite le Masters et l'Open du pays de Galles. Cette saison-là, il ne participe pas à l'Open de Chine pour des raisons médicales. Cette absence est critiquée par Anthony Hamilton, qui déclare qu'O'Sullivan a le devoir de promouvoir ce sport.

### Saison 2005-2006
Après une lourde défaite 9-2 contre John Higgins, à la finale du Grand Prix 2005, O'Sullivan atteint la finale du Masters, pour perdre encore contre Higgins (10-9). Dans le premier tour du tournoi du Royaume-Uni, en 2005, l'opposant à Mark King, O'Sullivan est, la plupart du temps, assis, une serviette humide recouvrant son visage.
Pendant le championnat du monde 2006, le sponsor personnel de Ronnie, le 888.com, devient le sponsor officiel de l’événement pour les deux années suivantes. Après avoir défait Dave Harold 10-4, il remporte un surprenant 2e tour 13-10 contre le Gallois Ryan Day, inscrivant le meilleur break du tournoi (140). Un quart de finale similaire s'ensuit contre Mark Williams. O'Sullivan mène 10-6 avant la session finale. Un retour de Williams le voit reprendre l'avantage en reportant les 5 manches suivantes, mais O'Sullivan reste calme pour gagner le match 13-11. Il rencontre ensuite Graeme Dott en demi-finale. Dott prend rapidement la tête du match, avant qu'O'Sullivan n'égalise à 8-8 à la fin de la 2e session. Ronnie doit résoudre des problèmes de procédés récurrents pendant tout le match. À un moment donné, la retransmission télévisée semble montrer Ronnie en train d'enlever délibérément le procédé de sa queue. Il a alors besoin d'un quart d'heure de pause pour le refixer, avant de retourner dans le match et faire une série de 124 points. Mike Ganley, directeur du tournoi accepte de bonne foi la version du joueur disant que le procédé s'est simplement décollé, et aucune sanction n'est prise. Des critiques s'élèvent contre lui de la part de son adversaire, de Steve Davis ainsi que de John Parrott. Dott remporte ensuite les 8 parties de la 3e session, arrivant ainsi à une partie de sa seconde finale en trois ans. Lors de la dernière session, Ronnie revient légèrement dans la partie en remportant 3 parties consécutives. Dans le 28e partie, alors qu'il mène 68-51, il manque la dernière bleue et laisse Dott revenir à la table et empocher les trois dernières billes, remportant cette dernière partie 69-68 et s'adjugeant ainsi le match. Après la victoire de Dott, O'Sullivan offre sa queue et son étui à un jeune garçon du public. La BBC affirme qu'il a utilisé pas moins de 21 procédés pendant la quinzaine, O'Sullivan réplique plus tard qu'il a utilisé sept procédés différents avant d'arriver à Sheffield, et huit autres pendant la semaine, et que la saison suivante il reviendra avec une nouvelle queue du fabricant John Parris.
La décision de Ronnie de ne pas participer à la coupe de Malte lui coûte sa place de numéro un mondial lors de la saison suivante.

### Saison 2006-2007
Lors de la défense de son titre du trophée Nord-irlandais, il inflige une lourde défaite à Dominic Dale, son adversaire en demi-finale, gagnant son match 6-0 en un temps record de 53 minutes. Il perd ensuite 9-6 en finale face à Ding Junhui.
Le 14 décembre 2006, en quart de finale du championnat du Royaume-Uni face à Hendry, O' Sullivan concède le match lors de la sixième manche. Le match se joue pourtant au meilleur des 17 parties (voir détails dans la section controverses).
O'Sullivan revient dans l'arène en 2007, au Masters, et reçoit une réponse mitigée du public (il est autant sifflé qu'applaudi). Ronnie remporte la finale du tournoi contre Ding Junhui le 21 janvier 2007. Pendant le match, son fairplay est remarqué par Steve Davis, parce qu'il a réconforté Ding après la 12e partie. Ding est visiblement bouleversé par un supporteur très partisan, qui est ensuite renvoyé du public. Ronnie mène 9-3 à ce moment-là et remporte la partie suivante par une victoire 10-3.
O'Sullivan est éliminé de la coupe de Malte à la suite de sa défaite 5-3 contre Michael Holt au premier tour. Lors de l'Open du pays de Galles, O'Sullivan s'incline 5-4 face à Neil Robertson en quart de finale. Comme il n'est pas satisfait de ses performances récentes, il annonce alors que sa technique de jeu subira des modifications importantes. Lors du Masters d'Irlande, en quart de finale contre Joe Swail, O'Sullivan réussit un 147 pour remporter une victoire serrée 5-4. Cependant, les poches de la table utilisée ne sont pas homologuées officiellement, et ce break maximum de Ronnie n'est pas pris en compte dans ses statistiques officielles. Il défie John Higgins qu'il bat 6-5, et gagne ensuite facilement contre Barry Hawkins 9-1, lors de la finale du tournoi, devenant le premier gagnant du nouveau trophée Paul Hunter, qui lui est remis par Lyndsey, la veuve de Paul.
Juste avant le championnat du monde 2007, dans lequel il rencontre à nouveau Ding Junhui au premier tour, O'Sullivan déclare que le tirage au sort a été truqué. Cela est démenti par l'organisation de snooker et Ronnie doit revenir sur ses accusations. Ronnie gagne facilement son match 10-2. Il remporte également le 2e tour contre Robertson 13-10 (en concédant pourtant 6 parties consécutives), avant de perdre en quart 13-9 face au futur champion John Higgins.

### Saison 2007-2008,3etitrede champion du monde
O'Sullivan ne participe pas au premier tournoi classé de la saison, le Masters de Shanghai, invoquant des problèmes de dos pour lesquels son médecin lui a déconseillé de voyager. Il choisit également de ne pas participer au Pot Black. Il va ensuite jusqu'en finale du Grand Prix de Londres, où il est battu 9-6 par Marco Fu.
Pendant le trophée d'Irlande du Nord, O'Sullivan enregistre un nouveau record en réalisant cinq centuries consécutifs, gagnant ainsi son match 5-2 face à Ali Carter. Cela inclut également son 7e break maximum (147) en compétition officielle. O'Sullivan est éliminé du tournoi au tour suivant, battu par Fergal O'Brien. Le 2 décembre 2007, il remporte son 4e titre consécutif de première ligue en battant John Higgins 7-4 en finale, ce qui constitue son 7e titre dans cette compétition.
Le 15 décembre 2007, Ronnie réalise son 8e break maximum en compétition, égalant ainsi le record d'Hendry, dans la dernière partie décisive au championnat du Royaume-Uni, en demi-finale contre Mark Selby à Telford. Grâce à cette performance, O'Sullivan devient également la 2e personne à réaliser, en compétition officielle, un break maximum dans la partie décisive d'un match (Hendry l'avait fait en premier contre Ronnie O'Sullivan en 1997 à Liverpool en finale du challenge de charité). O'Sullivan est également le 2e joueur (après John Higgins) à réaliser deux breaks de 147 dans deux tournois classés consécutifs. Il remporte ensuite le tournoi en battant facilement Stephen Maguire 10-2 pendant la finale (en menant 8-0). Il remporte là son premier tournoi de classement en presque 3 ans.
Aux Masters de 2008, le 12 janvier 2008, Stephen Maguire élimine O'Sullivan à l'issue d'une partie décisive intense. Dans la bataille des deux premiers du classement provisoire O'Sullivan, mené 4-1, revient en égalisant à 5-5 et arrache une 11e partie décisive. Mais, alors qu'il allait remporter le match, le joueur de l'Essex manque, avec le râteau, une dernière bleue relativement simple, laissant son adversaire écossais atteindre les quarts de finale. Après son retrait de la coupe de Malte, O'Sullivan retourne au tournoi du pays de Galles en février. Réalisant un bon tournoi, il atteint la finale qu'il joue contre Selby. Bien que Ronnie mène 8-5, Selby remporte les quatre dernières manches pour le battre 9-8. O'Sullivan est présent à l'Open de Chine de cette année, à Pékin, où il perd contre Marco Fu 5-4 au premier tour.
Au championnat du monde, il réalise son neuvième 147 en compétition, contre Mark Williams. C'est son troisième de la saison, et aussi son troisième au Crucible. Aucun autre joueur n'avait fait alors plus d'un seul break maximum au Crucible. C'est le quatrième break maximum qui est réalisé dans la dernière partie d'un match (après le match entre Stephen Hendry et Ronnie O'Sullivan dans la dernière partie du challenge de charité à Liverpool, le maximum de Williams au Crucible en 2005, et O'Sullivan contre Selby, dans leur demi-finale de 2007 du championnat du Royaume-Uni). Interviewé par Steve Davis juste après avoir battu Williams 13-7, il dit « Je pourrai finalement acheter une Bentley Continental GT ». Lors de l'empochage de la treizième noire, il réalise un coup prodigieux que le commentateur et légende du snooker, Dennis Taylor, qualifie d'«un des replacements les plus précis qu'il ait jamais vu ». Cependant, le 147 de Ronnie n'est pas le seul du tournoi, puisque Ali Carter fait de même, divisant ainsi le montant de la prime par deux. Durant ce championnat, O'Sullivan bat Liu Chuang, Mark Williams, Liang Wenbo et Stephen Hendry avant de retrouver Ali Carter en finale le 5 mai, qu'il vainc sur le score de 18-8. Dans une interview après son troisième titre mondial, il déclare encore qu'il pourrait ne pas jouer la saison suivante 2008-2009, mais affirme également qu'il pourrait essayer de décrocher d'autres titres mondiaux. Il termine l'année à la 1re place mondiale.
À la fin de la saison, O'Sullivan, ainsi que Mark Williams et Stephen Maguire, quittent la société de management 110sport, pour rejoindre Romford.

### Saison 2008-2009
Ronnie O'Sullivan commence la saison 2008-2009 en remportant le trophée d'Irlande du Nord, battant Dave Harold 9-3 lors de la finale. Il est le seul joueur à gagner deux compétitions à la suite (la dernière de la saison précédente et la première de la nouvelle saison) lors des quatre dernières saisons.
Lors du Masters de Shanghai, O'Sullivan gagne face à Stephen Maguire en demi-finale, victoire obtenue en partie grâce à deux importants breaks de 141 et 145. En finale, O'Sullivan mène, mais Ricky Walden, sorti des qualifications, revient en gagnant quatre manches consécutives. Ronnie est finalement battu par Ricky Walden, 10-8.
Dans le tournoi de première ligue, il gagne 7-2 contre Mark Selby en finale, remportant alors ce tournoi pour la 8e fois, dont cinq fois consécutivement. O'Sullivan perd son titre de champion du Royaume-Uni, concédant une défaite contre Joe Perry 9-5, au second tour. O'Sullivan abandonne la 12e partie du match alors que le score n'est que de 23 points à 0 en faveur de Perry, espérant retrouver sa concentration et son jeu pendant la pause, ce qui n'arrive pas. O'Sullivan déclare « C'est comme si j'avais perdu la tête ou quelque chose comme ça, mais je suis sûr que je reviendrai ».
Durant le Masters de 2009, O'Sullivan atteint la finale en battant Joe Perry, Ali Carter et Stephen Maguire. Dans une finale intense contre le tenant du titre Mark Selby, aucun joueur ne réussit à obtenir un avantage significatif, avec des parties contenant autant de grands breaks que de fins de manches serrées. Après avoir mené 3-1, O'Sullivan achève la session de l'après-midi sur le score de 4-4, et prend la première partie de la session du soir. Selby, cependant, gagne les trois parties suivantes pour mener 7-5. O'Sullivan lui répond en s'adjugeant les trois suivantes pour mener 8-7. Les deux manches suivantes sont partagées et, à 9-8, alors que les joueurs ont tous deux gâché leur chance, O'Sullivan construit un break de 55 points, battant Mark Selby 10-8 et prenant, de ce fait, le titre pour la 4e fois. À la suite de cette victoire, il devient seulement le 2e joueur après Stephen Hendry, à gagner ce trophée plus de trois fois. Dans une interview d'après-match, O'Sullivan qualifie cette victoire, réalisée avec une queue qu'il n'a que depuis le samedi précédent, comme la plus grande réussite de sa carrière en snooker. Lors de la conquête de ce nouveau titre, O'Sullivan dépasse le nombre de centuries réalisés par Stephen Hendry dans ce tournoi, en en obtenant 44 au total.
Lors de l'Open du pays de Galles, Ronnie bat facilement Steve Davis au premier tour 5-2, pour se faire battre ensuite 5-3 par Marco Fu. Selon ses déclarations, il est venu avec la même queue que lors du précédent tournoi, et ne s'est pas beaucoup entraîné entre-temps. À l'occasion de l'Open de Chine, il remporte ses deux premiers matchs 5-3 face à Fergal O'Brien et 5-2 face à Xiao Guodong. Il s'incline ensuite en quart de finale face à John Higgins lors de la manche décisive (5-4).
Lors du championnat du monde, Ronnie O'Sullivan remporte son premier match 10-5 contre Stuart Bingham puis s'incline contre Marc Allen, tête de série no 16.
Il reste tout de même premier au classement mondial de snooker 2009-2010.

### Saison 2009-2010
Lors du premier tournoi de la saison, le Masters de Shanghai, O'Sullivan bat Graeme Dott (5-0), Marco Fu (5-2), Ding Junhui (5-3), puis John Higgins (6-1) pour arriver en finale contre Liang Wenbo, qu'il bat 10-5. Lors du Grand Prix, second tournoi de la saison, il est éliminé au second tour par John Higgins, ce dernier l'emportant 5-4 après avoir été mené 3-4.
Le 29 novembre 2009, il atteint la finale de la première ligue, qu'il perd 3-7 face à Shaun Murphy. Lors du championnat du Royaume-Uni 2009, il bat Peter Ebdon et Mark Selby avant d'échouer 8-9 contre John Higgins en demi-finale. En janvier 2010, lors du Masters, il perd en finale le titre acquis l'année précédente, en étant cette fois battu 9-10 par Mark Selby après avoir mené 9-6.
Fin janvier 2010, il rencontre à nouveau John Higgins, en demi-finale de l'Open du pays de Galles, et est battu sur le score de 6 à 4. Lors des quatre premiers tournois classés de la saison, il a à chaque fois rencontré John Higgins qui l'a battu trois fois sur quatre. Ce dernier conforte ainsi sa première place au classement provisoire, O'Sullivan prenant la deuxième place avant les deux derniers tournois de la saison. Il échoue ensuite au premier tour de l'Open de Chine. Lors du championnat du monde, il mène 9-7 contre Mark Selby en quart de finale mais est finalement battu sur le score de 10-13. Il joue les dernières manches sans conviction, semblant même abattu, et bâclant ses coups de défense face à Selby.
Il termine l'année à la 3e place du classement mondial.

### Saison 2010-2011
O'Sullivan, semblant souvent démotivé, n'obtient pas de bons résultats dans les principaux tournois. Il ne participe pas au Masters de Shanghai ni au Masters d'Allemagne. Il échoue au premier tour du championnat du Royaume-Uni, de l'Open du pays de Galles, de l'Open de Chine et du Masters. Il parvient seulement en finale d'un nouveau tournoi majeur, l'Open mondial, où il est battu par Neil Robertson, le champion du monde en titre.
Alors qu'il était prêt à renoncer à participer au championnat du monde, il commence à travailler avec un psychologue du sport, le Dr Steve Peters, qui l'encourage à continuer. Lors de ce championnat du monde qui clôt la saison, il se montre combatif mais est éliminé en quart de finale sur le score de 10-13 par John Higgins, qui remporte ensuite le titre. Au classement mondial, il termine la saison à la 11e place mondiale.
Pendant cette saison difficile, il gagne cependant, pour la 9e fois, la première ligue, compétition sur invitation qui ne compte pas pour le classement mondial. Il signe aussi le 10e break maximum de sa carrière, à l'Open mondial, dans des circonstances curieuses. Voyant très tôt qu'il peut envisager un score de 147 points, il demande si celui-ci sera récompensé d'un prix important. Apprenant que ce n'est pas le cas lors de ce tournoi, il paraît dépité mais continue de jouer jusqu'à obtenir 140 points. Il délaisse alors la dernière bille, avant de la mettre finalement dans la poche, sur l'invitation de l'arbitre et par égard pour le public.

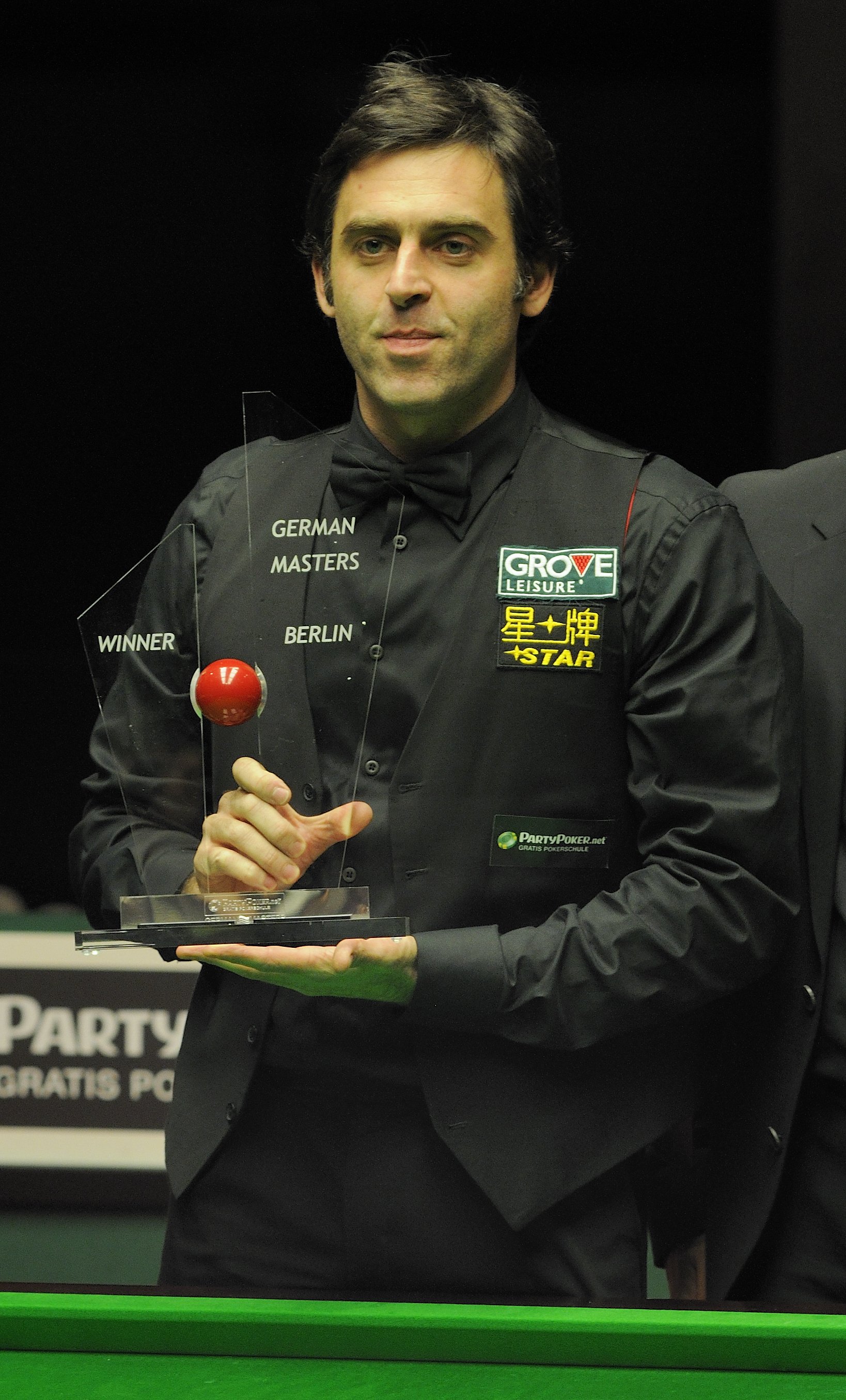
O'Sullivan soulève le trophée du vainqueur du Masters d'Allemagne 2012.

### Saison 2011-2012,4etitrede champion du monde
O'Sullivan poursuit sa collaboration avec le Dr Steve Peters. Celui-ci l'aide à maîtriser ses émotions lors des matchs et à comprendre pourquoi il s'enfonce parfois dans une spirale négative, gâchant une partie de son talent,. O'Sullivan obtient de meilleurs résultats en 2011-2012, remportant deux tournois mineurs (championnat du circuit des joueurs de snooker - première et septième épreuve). Ceux-ci ont fait leur apparition depuis un an mais rapportent encore peu de points. Il réalise son onzième 147 sur la quatrième épreuve de ce circuit et gagne pour la 10e fois la première ligue. Dans les tournois majeurs, il est plus régulier que la saison précédente mais ses efforts tardent à se concrétiser. Il perd au second tour du Masters de Shanghai. Puis, il échoue à nouveau au même stade de la compétition, lors du championnat du Royaume-Uni de snooker 2011, battu 5-6 par Judd Trump, futur vainqueur de l'épreuve.
Depuis deux ans, Barry Hearn, qui organise la saison, a enrichi le calendrier de nombreux tournois. En raison de ses mauvais résultats de la saison précédente, O'Sullivan est proche de sortir des seize premières places du classement mondial, et se voit obligé de jouer plus, y compris à l'étranger. Il tombe malade en décembre et décide de donner désormais la première place à sa vie de famille. Il se plaint de pressions de la part des organisateurs pour qu'il soit plus présent lors des tournois,.
En janvier, lors du Masters, il est à nouveau éliminé par Judd Trump, en quart de finale cette fois. Mais au Masters d'Allemagne, il renoue enfin avec la victoire dans un tournoi majeur, remportant son premier succès depuis 2009. Il atteint ensuite, mi-février, la demi-finale de l'Open du pays de Galles, battant au passage Judd Trump, avant d'échouer contre Mark Selby, qui reconnaît avoir un style plus accrocheur, et plus lent. Il a ainsi une nouvelle fois posé des difficultés à Ronnie O'Sullivan, ce dernier se montrant même désintéressé par la partie. Il déclare ensuite forfait pour l'Open mondial en février et l'épreuve finale du championnat du circuit des joueurs en mars. À l'Open de Chine, fin mars, il revient à la compétition et est éliminé en quart de finale.
En mai, à Sheffield, lors du championnat du monde, il semble très concentré et fait preuve de constance dans les différents compartiments du jeu,. Lors des premiers tours, il élimine successivement Peter Ebdon, Mark Williams et Neil Robertson, tous anciens champions du monde. Il remporte ensuite la demi-finale contre Matthew Stevens et bat en finale Ali Carter, sur le score de 18 à 11, remportant ainsi pour la quatrième fois le championnat du monde. Il devient, à 36 ans, le vainqueur le plus âgé de cette compétition depuis Ray Reardon, âgé de 45 ans lors de son dernier titre en 1978. Lors de cette finale, il réalise, avec un score de 141 lors de la 8e manche, le break le plus élevé lors d'une finale du championnat du monde ainsi qu'un difficile break de 92 (dans la 7e manche) qui impressionne les observateurs. Il attribue en partie cette bonne saison à Steve Peters, qui l'ai aidé à limiter le stress lié à sa volonté de trop bien faire. Ce travail, selon ses dires, a favorisé un meilleur équilibre entre son désir d'être heureux et sa volonté d'être investi pleinement dans le snooker,. Il annonce, à l'issue de la finale, vouloir faire une pause de plusieurs mois, avant de revenir à la compétition, rappelant que le calendrier de la prochaine saison, qui comportera près de 27 tournois, est trop chargé pour lui. Il termine cette saison 2011-2012 à la 9e place mondiale.

### Saison 2012-2013, longue absence et5etitre de champion du monde

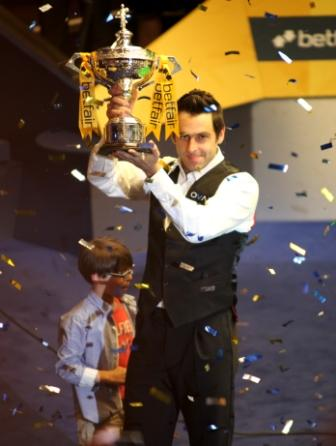
Ronnie O'Sullivan exprimant sa joie après sa victoire au championnat du monde 2013

Le 6 juin 2012, la World Professional Billiards and Snooker Association (WPBSA) publie une déclaration indiquant que Ronnie O'Sullivan n'avait pas signé le contrat officiel des joueurs de snooker et qu'il serait par conséquent inéligible pour participer aux tournois de la saison, sauf s'il décide de signer le contrat.
Cependant, en tant que tenant du titre à Sheffield, il répond présent au championnat du monde, remportant de nouveau le titre en battant cette fois-ci Marcus Campbell, Ali Carter (13-8), Stuart Bingham (13-4), Judd Trump (17-11) et Barry Hawkins (18-12). O'Sullivan remporte ainsi son cinquième titre mondial.

### Saison 2013-2014, retour à la compétition à plein temps
Ronnie fait sa reprise lors de la troisième étape du circuit européen. Il remporte d'ailleurs le tournoi contre Gerard Greene (4-0). Il fait ensuite son retour sur les tournois de classement, lors du championnat international qui résulte à une contre-performance pour le champion du monde qui s'incline 6-4 contre Liang Wenbo au deuxième tour. Quelques semaines après, il est de nouveau finaliste sur le circuit européen. Il s'y incline au terme d'une finale d'anthologie contre Mark Selby.
Il remporte ensuite la toute première édition du champion des champions, tournoi réunissant les meilleurs joueurs (notamment les vainqueurs des tournois classés sur la saison en cours). Au cours du tournoi, Ronnie vainc Mark Davis (4-0), Ding Junhui (6-5), Neil Robertson (6-5) et Stuart Bingham (10-8). Il s'incline d'ailleurs quelques semaines après face à Bingham, en quart de finale du championnat du Royaume-Uni.
Au Masters, il vole la place à Graeme Dott, 16e mondial et remporte le tournoi en surclassant tous ses adversaires dont Mark Selby en finale.
O'Sullivan poursuit avec une participation au Masters d'Allemagne, participation qui s'avère brève puisqu'il s'incline lors des qualifications contre le surprenant Thepchaiya Un-Nooh (5-4).
Quelques semaines après cette défaite, il participe à l'Open du pays de Galles. Il y bat successivement Xiao Guodong, Ricky Walden, John Higgins, Barry Hawkins et Ding Junhui pour remporter le titre. D'ailleurs, il signe son douzième break maximal en carrière sur la dernière manche de sa finale contre Ding. En réalisant ce break, Ronnie inscrit alors le 105e 147 de l'histoire du sport.
Finaliste sur le circuit européen en début de saison, O'Sullivan se qualifie pour les finales du tour européen. Il y perd au deuxième tour contre Yu Delu (4-3).
En avril, il participe au championnat du monde où il a le statut de double tenant du titre. Au premier tour, il bat Robin Hull sans problème (10-4). Au tour suivant, il est proche de la défaite face à son compatriote Joe Perry qu'il bat finalement sur le score de 13-11. En quart de finale, il surclasse Shaun Murphy (13-3), après avoir été mené 2-0. En demi-finale, il prend le meilleur sur Barry Hawkins qu'il avait déjà affronté et battu en finale l'an passé. En finale, Ronnie est opposé au numéro un mondial, à la recherche du titre le plus important de sa carrière. Ronnie commence le mieux la finale et mène rapidement 5-3, puis 8-3 et 10-5. Il finit la deuxième session à 10-7 avec comme meilleur break un 131 dans la quatorzième manche. Dans la troisième session, Selby est remarquable et refait son retard, il finit d'ailleurs la session à 12-11. Dans la quatrième session, Selby domine O'Sullivan et s'impose sur un score de 18-14.

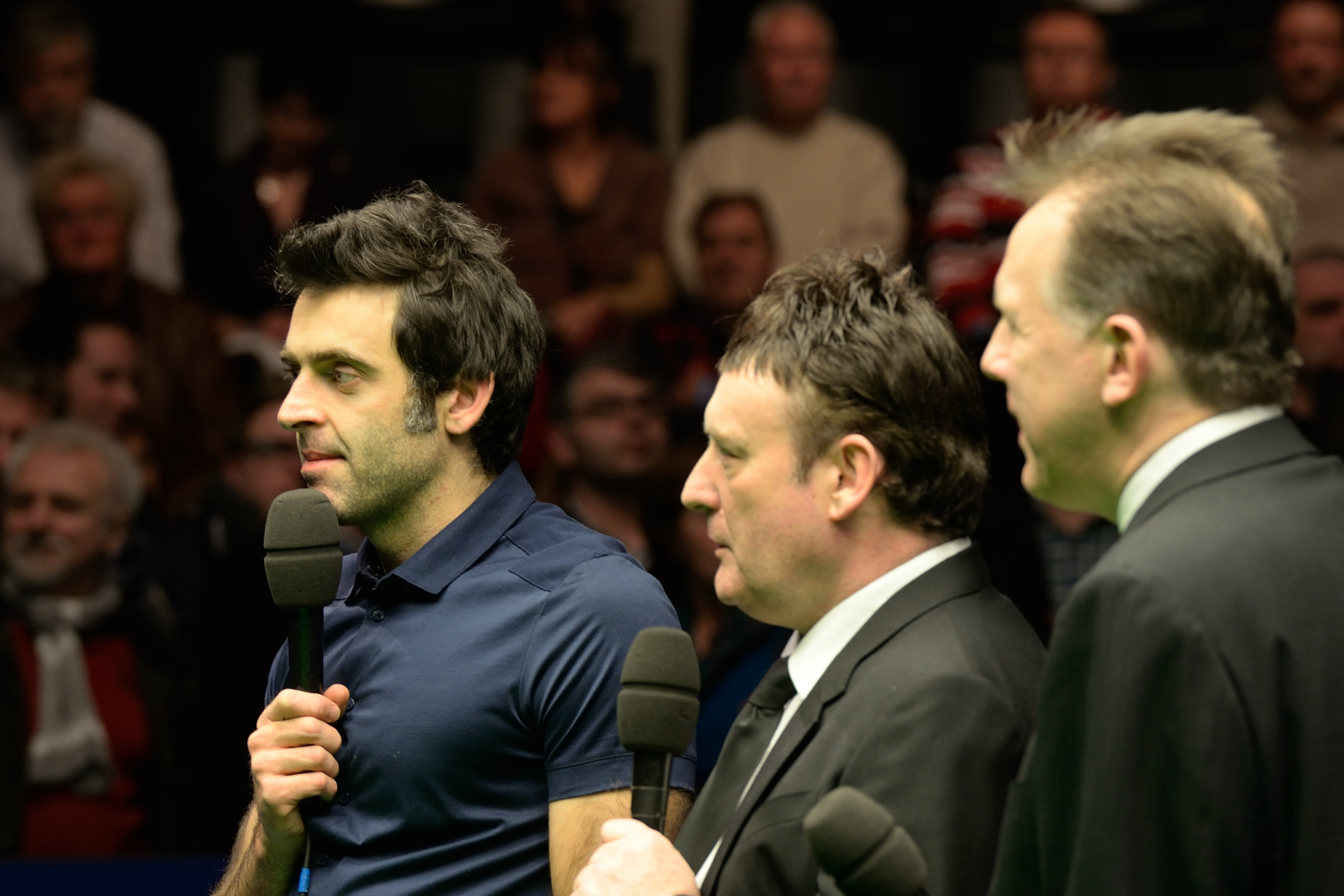
Ronnie O'Sullivan (à gauche), Neal Foulds (à droite) et Jimmy White (au centre) lors du Masters d'Allemagne 2015.

### Saison 2014-2015,5etitre à York
O'Sullivan commence sa saison à Shanghai, à l'occasion du Masters de Shanghai. Il y perd d'entrée contre Alan McManus (5-3). Il enchaîne sa tournée asiatique sur le championnat international, du côté de Chengdu. Ronnie y gagne quelques matchs contre Ben Woollaston (6-4), Anthony McGill (6-1) et Li Hang (6-1), avant de s'incliner en quart de finale contre Mark Williams.
Il participe ensuite au championnat du Royaume-Uni où il bat tout d’abord Daniel Wells (6-2). Il enchaîne ensuite avec des victoires sur Peter Lines (6-3), Ben Woollaston (6-2) et Matthew Selt (6-0) en signant un nouveau break royal dans la dernière manche contre Selt. En quart de finale, il bat Anthony McGill (6-4) et Stuart Bingham (6-5) en demi-finale. En finale, il affronte son compatriote Judd Trump qu'il bat sur le score de 10-9. Ronnie s'adjuge ainsi un cinquième titre à York.
Au Masters, il ne défend pas son titre et s'incline en demi-finale contre Neil Robertson (6-1). Il participe ensuite au Masters d'Allemagne et bat respectivement Mark Davis (5-1) et Joe Perry (5-0) avant de s'incliner en quart de finale contre Shaun Murphy (5-4). Il poursuit avec un nouveau résultat moyen puisqu'il s'incline au troisième tour de l'Open du pays de Galles contre Matthew Stevens (4-3) alors qu'il était tenant du titre.
Au championnat du monde, Ronnie remporte tranquillement son premier match contre Craig Steadman (10-3). Au deuxième tour, il affronte Matthew Stevens qu'il bat cette fois-ci (13-5). En quart de finale, il est opposé à Stuart Bingham qui le bat sur le score surprenant de 13-9. Par la suite, Bingham remporte son premier titre mondial. Il s'agit ainsi de la première édition depuis 2011 où Ronnie n'aligne pas la finale.

### Saison 2015-2016
Ronnie commence tardivement sa saison puisqu'il renonce aux principaux tournois tels que le champion des champions ou le championnat du Royaume-Uni.
Sa saison commence donc au Masters, en janvier. Très attendu par ses fans, il remporte son premier match de justesse contre Mark Williams (6-5). Il bat ensuite Mark Selby (6-3) au terme d'un match spectaculaire avec notamment un dernier break fabuleux. En demi-finale, il fait voltiger Stuart Bingham (6-3). En finale, il écrase complètement Barry Hawkins (10-1) en enchaînant dix frames consécutives. Il remporte ainsi un sixième titre sur ce tournoi et parvient donc à dépasser le record de Stephen Hendry.
Il poursuit sur l'Open du pays de Galles où il remporte facilement ses quatre premiers matchs contre des adversaires largement à sa portée, avant de surclasser le numéro un mondial Mark Selby en quart de finale (5-1). En demi-finale, il maîtrise Joe Perry (6-3). En finale, il se contente d'une victoire sur Neil Robertson (9-5).
O'Sullivan se rend ensuite au Grand Prix mondial où il s'incline d'entrée de jeu contre Michael Holt (4-3).
Au Crucible, Ronnie remporte son premier tour dans un match compliqué contre David Gilbert (10-7). Au deuxième tour, il affronte Barry Hawkins qu'il a toujours battu au Crucible. Le onzième joueur du monde a cette fois-ci raison de lui puisqu'il le bat sur la manche décisive.
O'Sullivan termine l'année au dixième rang mondial.

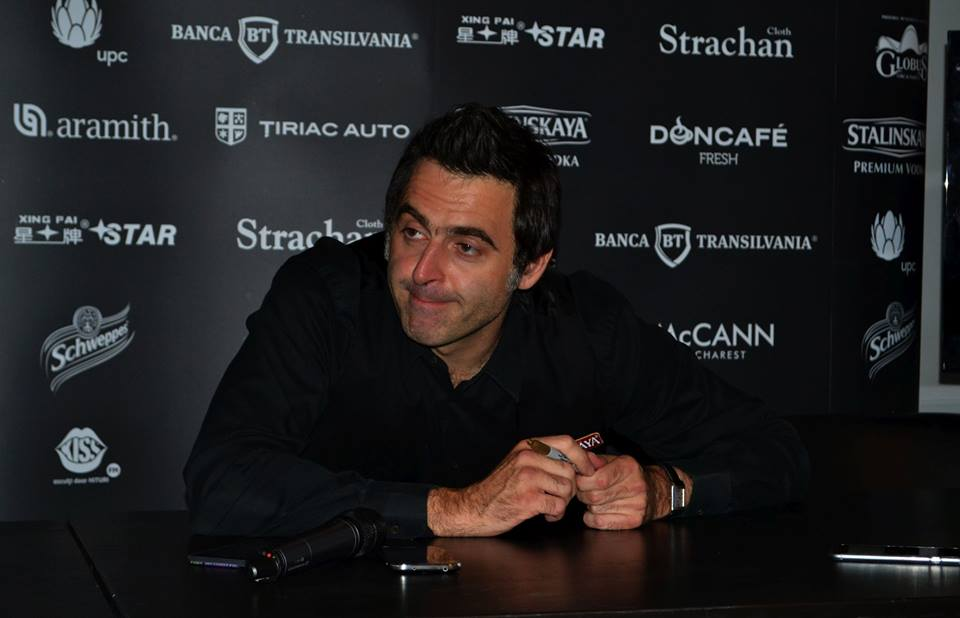
Ronnie O'Sullivan en conférence de presse en Roumanie.

### Saison 2016-2017
Redescendu au dixième rang du classement mondial, Ronnie commence sa campagne au Masters de Shanghai où il doit batailler contre Liang Wenbo (5-4), puis s'incline contre Michael Holt (5-2).
Il poursuit avec le Masters d'Europe qui fait son grand retour dans le calendrier. O'Sullivan y bat successivement David Gilbert (4-1), Mark Allen (4-2),, Mark Davis (4-1) et Neil Robertson (6-0), avant d'échouer en finale contre Judd Trump.
Il ne confirme pas puisque à l'Open d'Angleterre, il s'incline dès le troisième tour contre Chris Wakelin (4-3). Il enchaîne un nouveau troisième tour sur le championnat international, qu'il perd encore une fois contre Michael Holt (6-4). Sur l'Open d'Irlande du Nord, il remporte trois matchs contre David John, Jimmy White, Zhang Anda mais s'incline contre Kyren Wilson.
Au championnat du Royaume-Uni, il remporte ses quatre premiers tours de façon expéditive,. En quart de finale, il vient à bout de Mark Williams (6-2), puis de Marco Fu en demi-finale (6-5), mais s'incline en finale contre Mark Selby (10-7). 
Du côté de Glasgow, la fusée bat facilement Matthew Selt (4-2) et Adam Stefanow (4-1), puis Jimmy White (4-2) et Mark Allen (4-2), avant de s'incliner sèchement en quart de finale contre John Higgins (5-2). 

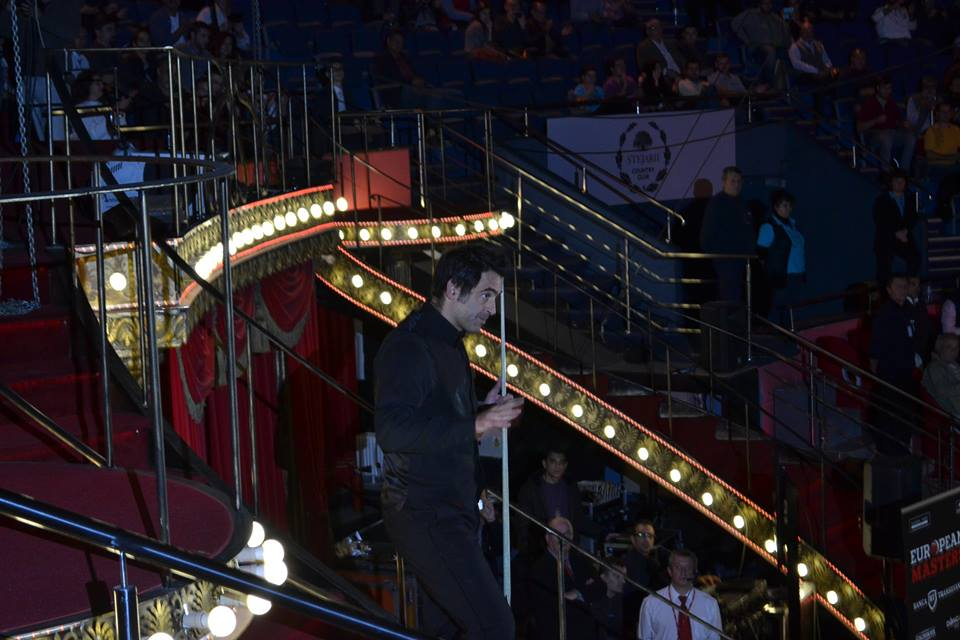
Entrée de Ronnie O'Sullivan, dans l'arène de Bucarest.

Au Masters, Ronnie remporte le titre en battant sur sa route Liang Wenbo dans un match accroché (6-5). Au tour suivant, le tenant du titre prend le meilleur sur Neil Robertson (6-3). En demi-finale, il s'impose face à Marco Fu (6-4), pour rejoindre une douzième finale sur ce tournoi, finale qu'il remporte d'ailleurs contre Joe Perry (10-7), après une partie relativement serrée. En remportant ce titre, Ronnie dépasse alors le record de titres au Masters qui était jusqu'ici tenu par Stephen Hendry. 
Il dispute ensuite le Masters d'Allemagne où il perd d'entrée contre Mark King (5-4). Au Grand Prix mondial, il s'incline dès le deuxième tour contre Neil Robertson (4-1). Sur l'Open du pays de Galles où il a un titre à défendre, il bat Tom Ford avant de s'incliner contre Mark Davis. Au championnat des joueurs, il bat Liang Wenbo (5-1), puis s'incline contre Judd Trump (5-3). Lors de l'Open de Chine, il poursuit sa mauvaise spirale puisqu'il s'incline au deuxième tour contre Mark Joyce (5-4).
O'Sullivan arrive donc au Crucible avec un sérieux manque de confiance. Au premier tour, il est opposé au très en forme Gary Wilson, sortant des qualifications avec un total de huit centuries, dont un break royal. Ronnie s'impose cependant sur le score de 10-7, dans un match bien maîtrisé. Au deuxième tour, il s'impose sans trembler face à son compatriote Shaun Murphy. Il retrouve ainsi les quarts de finale où il est opposé à Ding Junhui. Dans la première session, O'Sullivan est très vite mené 3-0 mais finit finalement à 4-4. Il finit ensuite la deuxième session mené 10-6. Dos au mur, il s'accroche et revient à 8-10. Il signe notamment un break de 146, break surprenant puisqu'il choisit volontairement de jouer la rose à la place d'une noir jouable. Il s'incline finalement sur le score de 13-10.

### Saison 2017-2018
Ronnie commence sa saison sur le championnat de Chine où il gagne ses trois premiers matchs contre Stuart Carrington (5-4), David Gilbert (5-3) et Graeme Dott (5-0), avant de s'incliner contre Luca Brecel (5-4). Il participe ensuite à l'Open d'Angleterre et remporte d'ailleurs le titre en battant Kyren Wilson en finale (9-2). Sur le championnat international, il est battu d'entrée par le jeune chinois de 18 ans Yan Bingtao sur le score de 6-1. O'Sullivan participe ensuite au Masters de Shanghai où il prend le meilleur sur Gary Wilson, Joe Perry, Barry Hawkins, Mark Williams, John Higgins et Judd Trump pour remporter un nouveau tournoi. 
Il arrive en tant que favori à York et remporte ses trois premiers matchs sans trembler. Au quatrième tour, il est opposé au surprenant thaïlandais Sunny Akani qui l'embarque dans une manche décisive, mais Ronnie s'en sort. Il bat ensuite Martin Gould (6-3), Stephen Maguire (6-4) et Shaun Murphy (10-5) pour remporter son sixième titre de champion du Royaume-Uni. 
À l'Open d'Écosse, il remporte facilement ses quatre premiers matchs avant d'être balayé par John Higgins (5-1).
Au Masters, il bat Marco Fu (6-0) avant de s'incliner sur Mark Allen (6-1).
Au Grand Prix mondial, Ronnie bat successivement Robert Milkins (4-0), Yan Bingtao (4-3), Xiao Guodong (5-0) et Stephen Maguire (6-4) pour rejoindre la finale. En finale, il retrouve le chinois Ding Junhui qu'il bat sur le score sec de 10-3.
Sur l'Open du pays de Galles, il accède aux quarts de finale sans perdre la moindre frame, mais il s'incline de nouveau face à John Higgins (5-1).
Il remporte ensuite le championnat des joueurs en battant respectivement Graeme Dott (6-1), Ding Junhui (6-3), Judd Trump (6-5) et Shaun Murphy en finale (10-4). Sur l'Open de Chine, il commet une contre-performance puisqu'il s'incline d'entrée sur Elliott Slessor (6-2) en signant tout de même un break maximal.
Au Crucible, Ronnie fait office de grand favori avec ses cinq victoires cette saison. Au premier tour, il retrouve Stephen Maguire qui prend les devant et mène 4-0, puis 6-3 à la fin de la première session. Le lendemain, Ronnie revient avec beaucoup d'énergie ; il égalise à 6-6 et finit par s'imposer sur le score de 10-7. Au deuxième tour, il retrouve Ali Carter qu'il a déjà battu deux fois en finale de ce tournoi. Carter débute mieux et O'Sullivan ne parvient jamais à faire son retard ; il s'incline sur le score de 13-9. Dans la 19e manche, Ronnie bouscule son adversaire après une erreur. En conférence de presse, il avoue avoir été agacé par le jeu de son adversaire et affirme que ce dernier a surjoué.

### Saison 2018-2019,7etitre historique à York et1000ecentury en carrière
Deuxième joueur mondial en début de saison 2018-2019, O'Sullivan échoue lors de sa défense de titre en Angleterre, sur l'Open d'Angleterre ; il s'incline en demi-finale contre Mark Davis (6-1). En guise de satisfaction, il a signé son quinzième break maximal en carrière pendant la compétition. Quelques jours auparavant, il s’adjugeait un deuxième titre consécutif au Masters de Shanghai.
En novembre, il perd la finale de l'Open d'Irlande du Nord contre Judd Trump (9-7). Quelques jours après ce résultat, il a rendez-vous à York pour la défense de son titre au championnat du Royaume-Uni. Après une victoire nette contre Luke Simmonds au premier tour, Ronnie O'Sullivan est opposé au champion du monde 1997, Ken Doherty. O'Sullivan débute très mal et se retrouve mené 4 à 1. Malgré ce retard, il s'impose sur le score de 6-5. Au quatrième tour, il maîtrise à la perfection Jack Lisowski, pourtant en bonne forme. En quart de finale, il ne laisse aucune chance à l'invité surprise Martin O'Donnell, et le surclasse 6 à 1. En demi-finale, il met fin aux espoirs de Tom Ford et s'impose une fois de plus sur le score de 6-1. En finale, il retrouve l'homme en forme du moment, Mark Allen qui a remporté deux tournois en novembre. O'Sullivan mène 6-2 à l'issue de la première session, puis 8-4. Il s'impose finalement sur le score de 10-6, sécurisant ainsi son septième titre à York, faisant de lui le plus titré sur ce tournoi. Il renonce en revanche à l'Open d'Écosse la semaine suivante.
Au Masters, il perd en finale contre Judd Trump, sur le score de 10-4.
Au championnat des joueurs, il élimine à la suite Barry Hawkins, sur le score de 6 à 4, John Higgins, également 6 à 4. En demi-finale, il élimine son rival du mois de décembre, Mark Allen (6-2). Il retrouve Neil Robertson en finale et s'impose, en signant au passage son millième century en carrière ; un record historique. Symboliquement, il joue la bille du century de la main gauche. Il remporte d'ailleurs son 35e tournoi de classement en carrière et ne se retrouve plus qu'à une longueur du record détenu par Stephen Hendry. Il égale ce record quelques semaines après, lorsqu'il remporte le championnat du circuit,. Cette victoire lui a permis de retrouver la première place mondiale et de remporter la récompense exceptionnelle de 100 000 livres, pour avoir dominé la coupe de Coral.
En avril, au championnat du monde, il est battu au premier tour par James Cahill, pourtant amateur. Malgré tout, il finit la saison au sommet du classement mondial.

### Saison 2019-2020,6etitre de champion du monde et record de titres de classement
O'Sullivan commence parfaitement la saison ; il effectue un triplé au Masters de Shanghai. Il ne réussit pas à enchaîner et s'incline prématurément à l'Open d'Angleterre (au quatrième tour). O'Sullivan perd également très tôt à l'Open mondial ; dès les qualifications.
Lors de l'Open d'Irlande du Nord, il parvient à se hisser jusqu'en finale. Il perd cette finale, de nouveau contre Judd Trump, et qui plus est, sur le même score que l'année passée (9-7). Au championnat du Royaume-Uni, alors qu'il est double tenant du titre, O'Sullivan s'incline en huitième de finale contre le futur vainqueur de l'épreuve, Ding Junhui (6-4). Après une défaite en quart de finale de l'Open d'Écosse, il prend la décision de faire une pause jusqu'au Grand Prix mondial 2020. Par conséquent, il est écarté du Masters.
Au Grand Prix mondial, il est battu par Graeme Dott en quart de finale. Lors de l'Open du pays de Galles, il passe les premiers tours assez tranquillement. En quart de finale, il retrouve Mark Selby et prend sa revanche sur le quart de finale de l'Open d'Écosse de décembre, s'imposant sur le score de 5 à 1. En demi-finale, il est battu par Kyren Wilson.
Aux championnats du monde, reportés au mois d'août 2020 à la suite de la crise sanitaire, Ronnie O'Sullivan s'impose en finale 18-8 contre Kyren Wilson. Ce dernier étant revenu à 8-10 au début de la troisième session n'a ensuite plus remporté une seule manche. En demi-finale, il bat Mark Selby 17-16 après avoir été mené 14-16. Il totalise 12 century breaks au cours du tournoi. O'Sullivan, bien que peu à l'aise avec sa technique en finale remporte ici son sixième titre de champion du monde, son 37e tournoi classé (record absolu) et, auréolé de ce nouveau trophée, est proclamé sans équivoque comme le meilleur joueur de tous les temps. Il gagne également la somme de 500 000 livres, ce qui constitue son plus gros gain en carrière. Il finit la saison à la deuxième place du classement mondial.

### Saison 2020-2021, cinq finales classées perdues
Ronnie perd d'entrée au Masters d'Europe contre le jeune et talentueux Aaron Hill, 18 ans (5-4). Il joue ensuite l'Open d'Angleterre qu'il a remporté trois ans auparavant. Au premier tour, il est opposé au jeune joueur français, Brian Ochoiski qui l'inquiète quelque peu en menant 2 à 0 sur un format au meilleur des 7 manches. O'Sullivan finit tout de même par s'en sortir sur le score de 4-2. Au deuxième tour, il rencontre un joueur beaucoup plus expérimenté : Ryan Day, et s'impose sans difficulté. Il retrouve ensuite un autre Gallois, Matthew Stevens, qui parvient à le battre pour la première fois depuis 2015.
Début novembre, il est convié comme chaque année à participer au champion des champions, et s'incline en quart de finale contre Mark Allen, reprochant à son adversaire de le déconcentrer. Le 19 novembre, lors de l’Open d’Irlande du Nord, il pète en plein match et accuse faussement l’arbitre. Cet incident ne l'empêche pas de rejoindre la finale du tournoi pour la troisième année consécutive, dominant tour à tour Stevens, Thepchaiya Un-Nooh, Ding Junhui et Ali Carter. Comme les deux années précédentes, il est stoppé par Judd Trump, et qui plus est sur le même score de 9-7.
O'Sullivan aborde donc le premier tournoi de la triple couronne (championnat du Royaume-Uni) de la saison en confiance. Au premier tour, il retrouve Leo Fernandez, joueur qu'il n'a plus affronté depuis 21 ans. Ronnie s'impose en proposant une prestation convaincante (quatre demi-centuries, dont un century). Au deuxième tour, il retrouve le jeune joueur suisse Alexander Ursenbacher. Comme au tournoi du pays de Galles de 2019, il se fait surprendre par le Suisse, qui le bat en manche décisive. La semaine suivante, il atteint la finale de l'Open d'Écosse pour la première fois depuis vingt ans, après des victoires contre Tian Pengfei et Robbie Williams, malgré des problèmes de « tip » (embout d'une queue de billard), puis contre Li Hang en demi-finale. Il finit par s'incliner contre Mark Selby (9-3). Son année prend fin au Grand Prix mondial, où il bat Ali Carter, Barry Hawkins et Kyren Wilson, avant de s'incliner contre Trump en demi-finale.
Lors de son quart de finale aux Masters, Ronnie O’Sullivan affronte John Higgins pour la 65e fois de sa carrière. Les deux hommes ont réalisé cinq centuries consécutifs, égalant le record des Masters. Toutefois, O'Sullivan a perdu le match (6-3).  
À l’Open du pays de Galles, Ronnie O’Sullivan dispute sa 3e finale dans les tournois des Home Nations cette saison, qu’il perd face à Jordan Brown sur le score de 9 manches à 8. Il s’agit donc d’une 3e défaite en finale cette saison, après l’Open d’Irlande du Nord et l’Open d’Écosse. La semaine suivante, Ronnie O'Sullivan dispute la finale du championnat des joueurs avec John Higgins. Les deux hommes ne se sont surprenamment pas affrontés en finale d'un tournoi classé depuis 2005. O'Sullivan enregistre un quatrième échec cette saison en finale de tournois classés, bien qu'il ait réalisé le meilleur break du tournoi avec une série de 144 points. Fin mars, au championnat du circuit, O'Sullivan subit une cinquième défaite de rang cette saison en finale. Il perd ensuite dès les premiers tours des séries professionnelles. 
En 8es de finale du championnat du monde, Ronnie O'Sullivan est éliminé par Anthony McGill sur le score de 13 manches à 12. O'Sullivan était mené 10-5 et a ensuite remporté 6 manches consécutives, mais McGill a réalisé des breaks de 136 et 85 points dans les deux dernières manches pour s'imposer et aller en quarts de finale.
Il termine la saison au 3e rang mondial. 

### Saison 2021-2022, 7etitre de champion du monde
Après un début de saison en demi-teinte, O'Sullivan termine l'année 2021 par une victoire au Grand Prix mondial, son deuxième succès dans cette compétition. Il bat en finale l'Australien Neil Robertson 10 manches à 8,.
Au Masters d'Europe, il est battu au stade de la finale par le jeune chinois Fan Zhengyi, révélation du tournoi.
A l'approche du dernier tournoi de la saison, le championnat du monde, O'Sullivan ne cache pas son ambition de fêter sa 30e participation avec un 7e titre, qui lui permettrait d'égaler le record de Stephen Hendry. Affichant un niveau de jeu impressionnant tout au long de la compétition, notamment caractérisé par un pourcentage d'empochage avoisinant les 95%, il écarte sans difficulté  David Gilbert (10-5),  Mark Allen (13-4) puis Stephen Maguire (13-5). En demi-finale, John Higgins est lui aussi vite dépassé par la qualité de jeu de Ronnie (17-11), qui s'envole en tant que favori vers une 8e finale au Crucible Theatre, pour laquelle il est rejoint par Judd Trump. Après une première journée aux niveaux déséquilibrés, avec un Ronnie impérial face à un Trump loin de son plus haut niveau, O'Sullivan prend une avance très confortable à l'approche de la deuxième journée (12-5). Le lendemain, lors de la session de l'après-midi, Trump retrouve des couleurs et inflige un 6-2 à Ronnie, lui permettant de se redonner espoir dans la course au titre juste avant la dernière session (14-11). Celle-ci est finalement bouclée assez rapidement, en 6 manches, avec un Ronnie revenu beaucoup plus conquérant que l'après-midi (18-13). O'Sullivan décroche son 7e titre de champion du monde, un record. Ce nouveau titre lui permet également de boucler 7 triples couronnes en carrière, et lui assure également de finir la saison numéro 1 mondial pour la septième fois de sa carrière, place qu'il avait retrouvée quelques semaines plus tôt.

### Saison 2022-2023

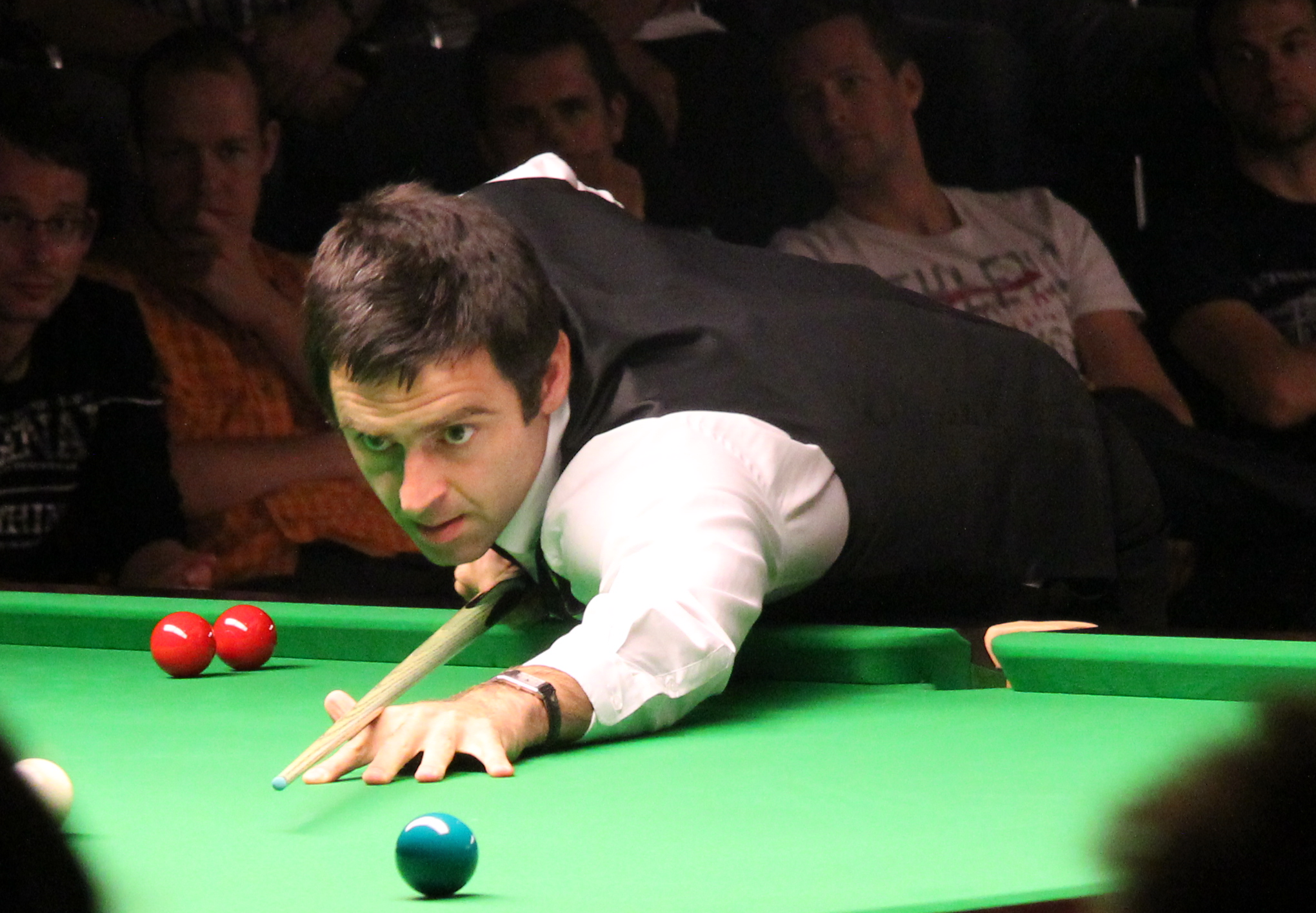
O'Sullivan pendant le Classique Paul Hunter en 2011.

Après un début de saison sans résultats notoires, Ronnie O'Sullivan ajoute un nouveau tournoi à son palmarès en remportant les Masters de Hong Kong 2022 face à Marco Fu, sur le score de 6 manches à 4, devant un public record de 9 000 spectateurs. Il enchaine en remportant le deuxième tournoi sur invitation de la saison, le tournoi des champions, titre qu'il s'adjuge pour la quatrième fois de sa carrière,. En novembre, il écrase Zhou Yuelong (6-0) pour une place en quart de finale du championnat du Royaume-Uni, où il subit à son tour une défaite 6-0, face à Ding Junhui.
Sur le circuit des Home Nations Series, Ronnie O'Sullivan réalise de loin sa moins bonne saison en carrière, ne passant pas le cap du deuxième tour sur les trois premières épreuves de la saison et s'inclinant même d'entrée pour la première fois en 26 participations.

### Saison 2023-2024,8etitre au championnat du Royaume-Uni et au Masters
Dès le début de la saison, Ronnie O'Sullivan ajoute encore un nouveau titre à son palmarès en remportant les Masters de Shanghai 2023 face à Luca Brecel sur le score de 11 manches à 9 (dont un break de 143 points, le plus élevé du tournoi), il remporte le tournoi pour la quatrième fois consécutive, la cinquième au total, poursuivant sa série de 19 matchs sans défaite à Shanghai.
Son début de saison est aussi marqué par des pépins physiques, notamment une tendinite qui le contraint à décliner plusieurs épreuves, dont le champion des champions, où il est pourtant tenant du titre. Pour la première édition de l'Open de Wuhan, O'Sullivan fait l'effort de s'engager malgré la douleur et finit par s'incliner lourdement en quart de finale contre Lü Haotian (5-1).
Lorsque Ronnie s'aligne à York pour disputer le championnat du Royaume-Uni, il n'a donc que très peu de repères. Il remporte deux matchs laborieux face à Robert Milkins et Zhou Yuelong pour rejoindre une nouvelle demi-finale au Barbican Centre,. Là, il augmente son niveau de jeu pour dominer aisément l'Iranien Hossein Vafaei. Pour le match de la victoire, il retrouve Ding Junhui, contre qui il n'a plus perdu en finale de tournoi depuis 2006. Il le bat de nouveau, sur le score de 10-7.
«  »Lors du Masters, O'Sullivan dispose assez facilement de Ding Junhui, Barry Hawkins et Shaun Murphy pour se qualifier pour une quatorzième finale sur le tournoi. Il y affronte   Ali Carter qu'il domine non sans mal (10 manches à 7), après avoir été mené 5-3 à l'issue de la première session. Il remporte ainsi la compétition pour la huitième fois de sa carrière et améliore donc son propre record. Ronnie enchaîne dès la semaine suivante avec un nouveau titre au Grand Prix mondial face à Judd Trump (10-7).
En mars, il remporte la première édition des Masters mondiaux face à Luca Brecel (5-2). Quelques semaines après, O'Sullivan est finaliste du championnat du circuit pour la troisième fois de sa carrière. Néanmoins, comme en 2021, il s'y incline, cette fois contre Mark Williams.

### Saison 2024-2025, absences à répétition
Ronnie O'Sullivan commence relativement correctement la saison 2024-2025, en enchainant une demi-finale au nouveau Grand Prix de Xi'an, où il est battu de peu par le champion du monde Kyren Wilson,, et au richement doté Masters d'Arabie saoudite, où il perd également au terme d'un match disputé face à l'étoile montante chinoise Si Jiahui,. Après une défaite prématurée au premier tour de l'Open d'Angleterre, battu par le surprenant He Geoqiang, l'Anglais fait l'impasse sur les trois tournois de classement suivants : l'Open de Grande-Bretagne, de Wuhan et d'Irlande du Nord, sans donner de raisons à ses absences. 
O'Sullivan se présente à la défense de son titre au championnat du Royaume-Uni en n'ayant rejoué que trois matchs (au tournoi des champions et au championnat international). Au premier tour face à Barry Hawkins, contre qui son head to head est plus que favorable (seize victoires pour seulement trois défaites), Ronnie se laisse surprendre alors qu'il semblait avoir le match en main (défaite 6-4, après avoir mené 4-1),,. Depuis, le septuple champion du monde multiplie les forfaits, y compris au Masters, alors qu'il doit défendre sa victoire de l'an passé, permettant à l'Australien Neil Robertson d'intégrer le tournoi alors qu'il n'y était pas convié initialement. Sa dernière apparition sur le circuit remonte au 20 décembre, lors d'un tournoi de gala organisé en Arabie saoudite, où la dotation financière est avantageuse.    
À l'approche du championnat du monde, où O'Sullivan vise un huitième sacre, l'inconnue autour de sa participation est importante. L'Anglais ne confirme son engagement qu'au tout dernier moment (la veille du tirage au sort) et justifie sa longue absence du circuit par des problèmes personnels, de l'anxiété et un épuisement professionnel. Aussi, O'Sullivan éprouve de mauvaises sensations à l'entrainement depuis la destruction de son matériel après une défaite au championnat de la ligue en juillet. Pour son premier match à Sheffield, le septuple vainqueur affronte un homme qu'il connait bien en la personne de Ali Carter, qu'il a battu deux fois en finale de l'épreuve (2008 et 2012). Il s'impose facilement malgré un niveau de jeu laborieux (10-4). Il en est de même pour les deux tours suivants, ce qui le propulse dans le dernier carré, lui même reconnaissant un manque de confiance évident lors de la dernière session de son quart de finale face au jeune chinois Si Jiahui,. En demi-finale, après une première session qui se termine à égalité, O'Sullivan ne tient plus la comparaison face au « cyclone » Zhao Xintong qui déroule un snooker très solide. À l'inverse, Ronnie O'Sullivan commet de multiples impairs et voit même son pourcentage à l'empochage chuter en dessous de la barre des 80 % au cours de la deuxième session, un niveau bien bas pour un joueur de ce niveau. Battu sur le score de 17-7, la légende anglaise laisse entendre que son avenir dans le snooker demeure incertain. Il explique en outre qu'il souhaite régler ses problèmes personnels et techniques avant d'envisager un retour sérieux à la compétition. Il annonce également qu'il va s'installer en Arabie saoudite où il vient d'ouvrir une académie de snooker.         

### Saison 2025-2026, deux breaks de 147 en un seul match
O'Sullivan débute sa saison au Masters de Shanghai. Il y est dominé en quart de finale par Kyren Wilson. Il se rend ensuite à Jeddah, pour disputer la deuxième édition du Masters d'Arabie saoudite. Auteur d'un début de tournoi laborieux, il retrouve du rythme en quart de finale où il prend sa revanche sur Wilson (6-5). Opposé à Chris Wakelin en demi-finale, Ronnie franchit un cap supplémentaire de grandeur en réalisant des 147 dans la première et la septième manche, devenant ainsi le premier joueur de l'histoire du snooker à signer deux breaks royaux dans un même match au format « meilleur des onze manches ». Il remporte ensuite le match et se qualifie pour la finale. Là, O'Sullivan apparaît d'abord dominé par l'Australien Neil Robertson. Mais, mené par 7 manches à 2, O'Sullivan est finalement le premier à s'offrir une manche de match. Il finit toutefois par s'incliner dans la manche décisive.

## Style de jeu
Ronnie O'Sullivan est considéré par certains de ses pairs et par les fans de snooker comme le joueur le plus talentueux de l'histoire de ce sport.
Son style se caractérise par un jeu très rapide, ce qui lui a valu le surnom de « The Rocket » (la fusée). Réputé pour sa vision du jeu et sa capacité à bâtir des breaks (break-building) avec facilité et précision, il peut aussi se décourager très vite s'il n'atteint pas la perfection qu'il vise dans le jeu,. Son « jeu long » (tirs à longue distance) est de qualité variable. De même que sa constance dans les coups d'attente et coups de défense. Malgré tout, il a progressé dans le jeu défensif ces dernières années, ce qui le rend encore plus redoutable. Adepte d'un jeu vif, il ne se plie pas toujours avec rigueur à ces « coups de sécurité » parfois bien nécessaires. Il éprouve surtout des difficultés contre les joueurs plus lents et appliqués, qui arrivent parfois à casser son rythme et son efficacité dans le jeu. C'est notamment le cas contre Peter Ebdon au championnat du monde 2005, ou encore contre Mark Selby en finale du championnat du monde 2014. Il a alors tendance à sortir mentalement de la partie, ce dont profitent ses adversaires.
O'Sullivan a la particularité d'être ambidextre : il peut aussi bien jouer de la main droite que de la main gauche. Il ne se prive pas d'alterner au cours d'une même série. Il le fait pour la première fois dans le 1er tour (12e manche), au championnat du monde 1996 contre le joueur canadien Alain Robidoux : celui-ci l'accuse de manque de respect. Ronnie répond qu'il joue mieux de la main gauche que Robidoux de la main droite. Robidoux refuse de lui serrer la main à la fin du match (O'Sullivan gagne 10-3). Ceci entraîne une plainte de la part de Robidoux, et Ronnie O'Sullivan doit prouver qu'il peut jouer à haut niveau de la main gauche, en jouant trois parties contre l'ancien champion du monde Rex Williams, les gagnant toutes les trois. Au championnat du monde 2004, il enchaîne les parties de la main gauche contre Stephen Hendry et Graeme Dott. Selon lui, le fait de jouer de la main gauche lui permet de rester concentré sur le jeu. Il effectue toutes ses casses (ouverture du triangle de billes rouges en début de partie) avec sa main gauche. 
Ronnie O'Sullivan est également connu pour jouer avec une très grande variété de chevalets. Il est l'un des seuls à pouvoir y arriver ; les autres joueurs ayant besoin d'un rituel pour réussir à jouer au haut niveau.

## Records
Le 21 avril 1997, pendant le premier tour du championnat du monde, face à Mick Price, Ronnie réalise le plus rapide break maximum, empochant les 36 billes en cinq minutes vingt secondes, soit une moyenne de neuf secondes par coup. Il enregistre le second plus rapide au championnat du monde de 2003 contre Marco Fu en cinq minutes et 30 secondes. Cinq de ses quinze 147 sont les cinq plus rapides de l'histoire. C'est d'ailleurs lui qui a signé le plus de breaks de 147 points dans l'histoire du snooker.
Ronnie O'Sullivan réalise un nouveau record le 22 janvier 2017, en remportant un septième titre de Masters en battant Joe Perry 10-7 en finale, à l'Alexandra Palace de Londres. L'année suivante, en remportant le championnat du Royaume-Uni contre Mark Allen, il devient le joueur le plus titré de l'histoire à York. Ce succès lui permet aussi de devenir le joueur le plus titré de l'histoire du snooker sur les tournois de la triple couronne.
Lors de sa victoire sur le championnat des joueurs 2019, il devient le premier homme à signer un total de mille centuries en carrière. Quelques jours après cette performance, il remporte le championnat du circuit et égale ainsi le record du nombre de victoires sur des tournois classés, record s'élevant à 36 victoires ; le record était détenu au préalable par Stephen Hendry. O'Sullivan dépasse ce record en remportant un sixième titre de champion du monde en 2019
Il remporte un septième titre de champion du monde en 2022 et devient à cette occasion meilleur joueur de l'ère moderne à égalité avec Stepen Hendry.
De plus, à l'âge de 46 ans, c'est aussi le vainqueur le plus âgé du championnat du monde devant Ray Reardon qui avait 45 ans lors de sa victoire en 1978.
Lors de la saison 2023-2024, O'Sullivan étend ses records de titres au championnat du Royaume-Uni et au Masters à huit unités. Avec ces deux succès consécutifs, il peut prétendre à compléter à son tour une triple couronne annuelle et à porter son nombre de titres au championnat du monde à huit également.
O'Sullivan est aussi détenteur du record de matchs gagnés au championnat du monde ; 78 matchs gagnés sur 103 disputés, en 32 participations. 
Le 15 août 2025, il devient le premier joueur de l'histoire du snooker à signer deux breaks royaux dans un même match au meilleur des onze manches. Quelques mois avant lui, Jackson Page avait réalisé cette performance sur un match au meilleur des 19 manches. 

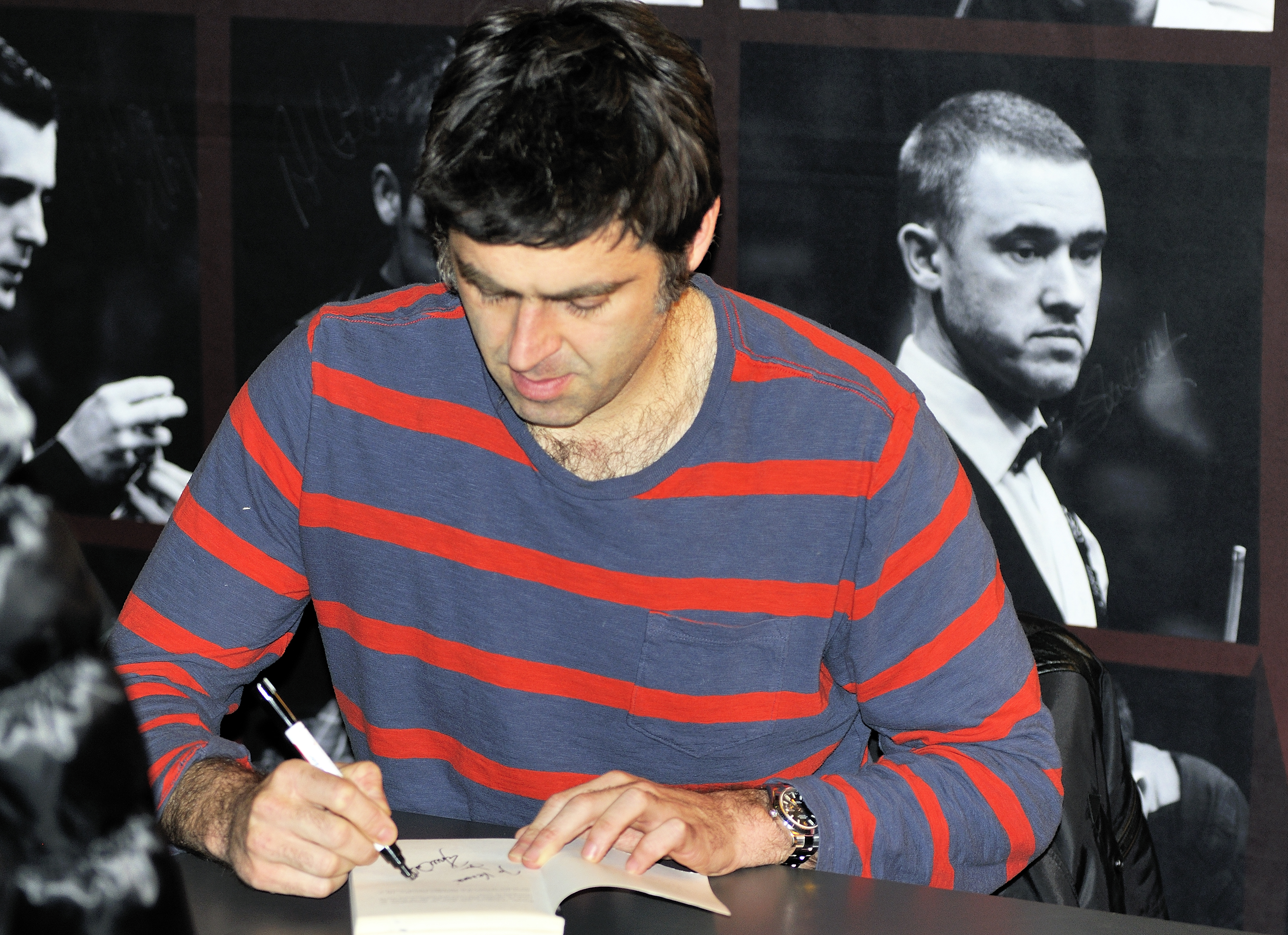
Ronnie O'Sullivan, signant des autographes en 2014.

## Controverses
Ronnie O'Sullivan s'est fait aussi plusieurs fois remarquer pour son comportement provocant voire insolent.
Pendant le championnat du monde 1996, les instances du snooker le jugent coupable d'avoir agressé Mike Ganley, à l'époque journaliste officiel, désormais directeur de tournoi. Ronnie O'Sullivan reçoit une amende de 20 000 £, et doit donner 10 000 £ à une association caritative,.
Après avoir gagné le Masters d'Irlande en 1998 face à Ken Doherty, il est déchu de son titre après un test de contrôle décelant des traces de marijuana,.
En 2002, avant la demi-finale du championnat du monde, contre Hendry, Ronnie l'accuse de ne pas avoir été fair-play à son égard, lors d'un précédent match. Lors de l'interview d'avant-match, il commente : « Je sais que si je me fais battre et qu'il fait une grimace devant moi, je le regarderai et lui dirai « bien joué, retourne à ta triste petite vie ». Pendant le match, Ronnie a l'avantage le premier jour, menant sur un score de 8-5, mais le deuxième jour, Hendry égalise à 12-12, arrachant la session finale. Hendry surpasse O'Sullivan et gagne de manière convaincante 17-13. Hendry ne commente pas les déclarations de son adversaire après le match, alors que Ronnie reçoit des critiques pour ses remarques de la part de Steve Davis. Ronnie présente ensuite publiquement ses excuses concernant ses propos.
Lors du championnat du monde 2004, Ronnie perd les cinq premières manches de la finale face à Graeme Dott. Il justifie cette contre-performance en accusant son adversaire de matraquage psychologique. Derek Hill, entraîneur de Dott, et également ancien entraîneur de Ronnie, serait entré dans les vestiaires de Ronnie quelques minutes avant le début du match. Ronnie n'aurait pensé qu'à cet incident durant le début de la finale.
Le 14 décembre 2006, en quart de finale du championnat du Royaume-Uni face à Hendry, O'Sullivan concède le match lors de la sixième partie. Le match se joue pourtant au meilleur des 17 parties. Au début de la sixième partie, mené alors 4-1, il amorce une série de 24 points, avant de tenter un coup difficile sur une rouge, qu'il manque. Après cet échec, O'Sullivan serre calmement la main de Hendry et celle de l'arbitre du match, Jan Verhaas, en disant qu'il en a assez, et quitte la salle, à la stupéfaction du public. Ceci perturbe légèrement un autre quart de finale entre Graeme Dott et Steve Davis, à cause du public qui se déplace de l'autre côté de la salle pour venir voir leur match. Plus tard, Dott ajoute qu'il a tout d'abord pensé à une altercation entre O'Sullivan et Hendry quand il a entendu une personne du public lancer « Get a grip, Ronnie », signifiant «Ressaisis-toi, Ronnie ». La confirmation vient plus tard, annonçant qu'O'Sullivan perd le match par forfait. La victoire est attribuée à Hendry sur le score de 9 à 1. La World Snooker Association annonce aux fans qui ont pris des billets pour voir ce match, qu'ils bénéficieront de billets gratuits pour la journée suivante. Plus tard, O'Sullivan présente ses excuses au public venu le voir jouer, en disant qu'il sera « très bientôt sur pied et de retour, plus fort que jamais ». Le 31 mai 2007, la World Snooker Association sanctionne O'Sullivan d'une amende de 20 000 £ et lui retire 900 points de classement mondial pour ce comportement.

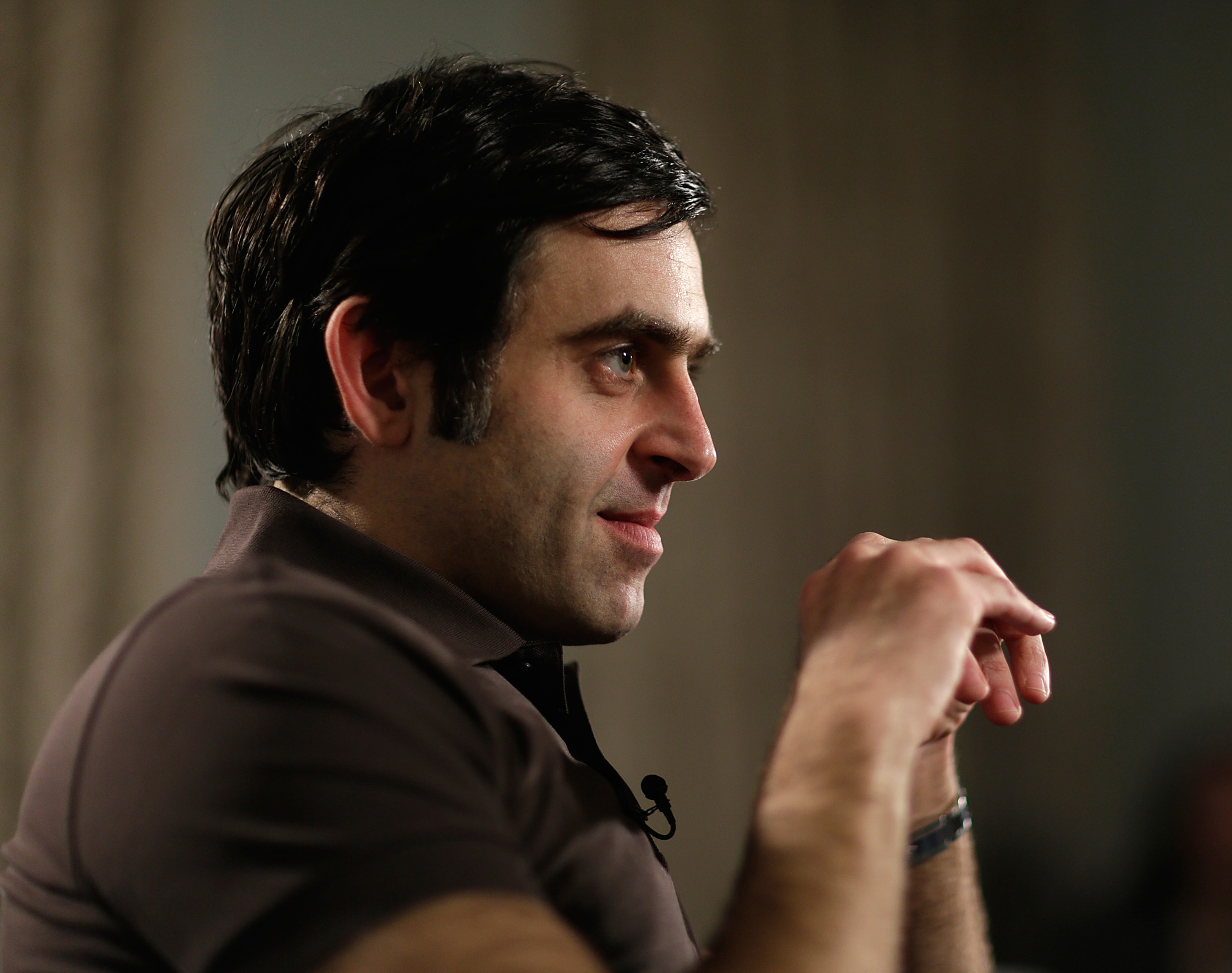
O'Sullivan en 2014.

Début 2007 au Masters, il gagne son premier tour le 16 janvier 2007 contre Ali Carter sur un score de 6-1, réalisant deux centuries. Il crée toutefois une nouvelle controverse en ne se rendant pas à la conférence de presse d'après-match. Il enregistre une courte interview avec Steve Davis pour la BBC, disant qu'il est bien plus content qu'au championnat du Royaume-Uni et que, encore une fois, il a retrouvé un bon jeu. Plus tard, Rodney Walker, le président de la World Snooker Association, publie une déclaration excusant le comportement de Ronnie envers les médias, à cause de circonstances exceptionnelles qui l'ont affecté. Cette décision de Rodney Walker est critiquée par Shaun Murphy et Ken Doherty.
À l'Open de Chine de 2008, à Pékin, il perd au premier tour contre Marco Fu. À la conférence de presse d'après-match, on entend O'Sullivan faire des remarques obscènes, invitant un membre de la presse à lui faire une fellation, puis il se moque du porte-parole de la World Snooker Association. O'Sullivan plaisante également sur la taille de son pénis, avant de simuler un acte sexuel au micro,. En juin 2008, la World Snooker Association sanctionne O'Sullivan pour ce comportement, en lui retirant les 700 points de classement et les 2 750 £ qu'il a remportés lors de cet open. Il reçoit également une amende de 1 000 £.
En 2013, il déclare se retirer du jeu, une décision qu'il retire quelques mois plus tard pour régler ses problèmes liés à l'argent.
En 2014, malgré le code vestimentaire strict, il joue le championnat du Royaume-Uni en baskets. Au quatrième tour du tournoi, il signe un break maximal contre Matthew Selt qu'il surclasse (6-0). Il finit d'ailleurs par remporter le tournoi, ce qui suscite une fois de plus la critique. Ronnie justifie sa tenue par une déchirure musculaire qu'il se serait faite pendant un jogging.
En novembre 2022, après sa victoire 6-0 face au Chinois Zhou Yuelong au second tour du championnat du Royaume-Uni, O'Sullivan déplore que son adversaire du jour n'ait pas réussi à prendre le dessus malgré une mauvaise prestation de sa part. Il ajoute que son niveau de jeu mauvais est meilleur que le niveau moyen de certains autres joueurs. Ce n'est pas la première fois que le septuple champion du monde tient des propos de ce type, lui qui avait déjà affirmé, à l'occasion du Masters d'Europe 2020, que le niveau de jeu de la nouvelle génération n'est pas suffisamment élevé, ce qui ne lui permet pas de s'imposer au plus haut niveau. Au premier tour de ce tournoi, il est d'ailleurs battu par Aaron Hill, jeune joueur de 18 ans, qui explique que les propos de O'Sullivan « l'ont poussé à se surpasser »,,.  

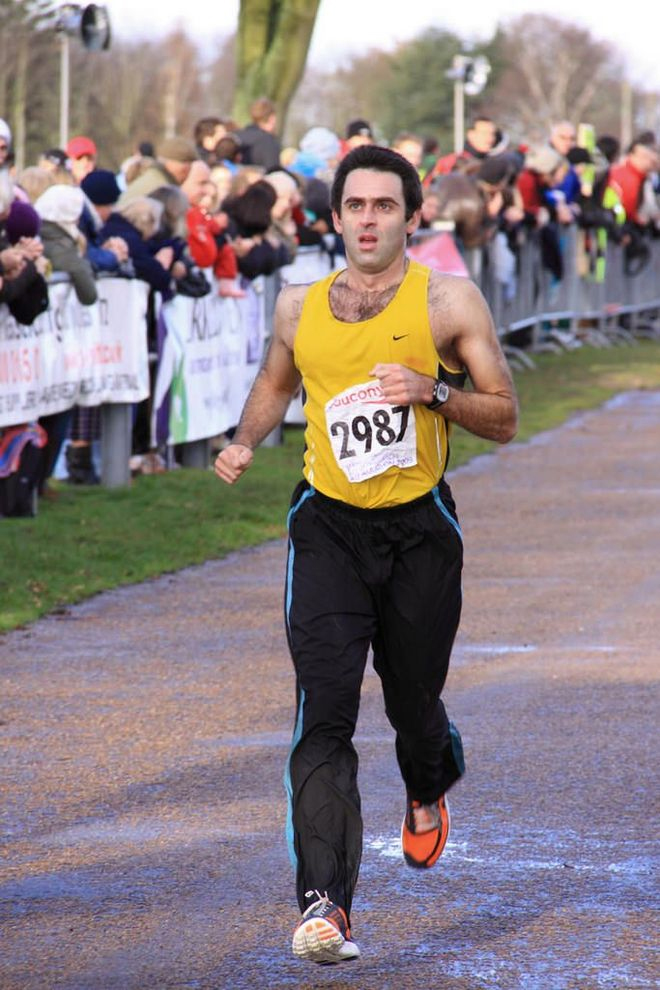
Ronnie O'Sullivan photographié à l'occasion d'une course.

## En dehors du snooker
En dehors de sa carrière sportive, Ronnie O'Sullivan s'investit également dans d'autres activités. 
À partir de 2014, il devient ambassadeur de la chaine de télévision Eurosport,. L'Anglais commence par proposer une courte émission intitulée The Ronnie O'Sullivan Show, dans laquelle il fournit notamment des conseils techniques, tactiques et mentaux pour les joueurs amateurs. L'émission est diffusée régulièrement sur les antennes d'Eurosport, entre deux matchs de snooker ou pendant les interruptions. Par la suite, O'Sullivan devient consultant aux côtés de Neal Foulds et Jimmy White. D'ailleurs, il n'est pas rare de le voir commenter les rencontres pendant cette période. À partir de 2022, il apparait surtout en plateau. Par ailleurs, durant le championnat du monde de 2014, Ronnie O'Sullivan écrit de courts articles pour le site Web Yahoo Sports. 
L'Anglais s'illustre aussi en tant qu'écrivain. En collaboration avec l'autrice Emlyn Rees, il a écrit trois romans policiers, publiés en 2016, 2017 et 2018,. Il est aussi l'auteur de deux autobiographies, l'une sortie en 2003, et l'autre en 2013. O'Sullivan est aussi associé à un livre portant sur la nutrition (2019). 
Ronnie O'Sullivan apparait aussi dans de nombreux jeux vidéo de snooker tels que Ronnie O'Sullivan Snooker, World Snooker Championship 2007, Virtual Snooker ou encore Snooker 19. 
Outre la pratique du snooker, O'Sullivan est aussi adepte de la course à pied et a participé à plusieurs courses en amateur,.

## Résultats sportifs

### Palmarès
| Légende | Catégorie                      | Titres                         | Finales                        |
|         | Tournois classés               | 41                             | 24                             |
|         | Tournois classés mineurs       | 3                              | 3                              |
|         | Tournois non classés           | 39                             | 19                             |
|         | Tournois en équipes            | 2                              | 0                              |
|         | Tournois pro-am                | 1                              | 0                              |
|         | Tournois alternatifs           | 1                              | 2                              |
|         | Tournois amateurs              | 3                              | 2                              |
| Gras    | Tournois de la triple couronne | Tournois de la triple couronne | Tournois de la triple couronne |

#### Titres
| Saison    | Nom du tournoi                                     | Lieu          | Finaliste        | Score | Tableau |
| 1989      | Championnat de Grande-Bretagne des moins de 16 ans | Inconnu       | Andy Hicks       | 3-1   |         |
| 1991      | Championnat du monde amateur des moins de 21 ans   | Bangalore     | Patrick Delsemme | 11-4  |         |
| 1991      | Pot Black (junior)                                 | Birmingham    | Declan Murphy    | 2-0   |         |
| 1992-1993 | Challenge Nescafe                                  | Bangkok       | James Wattana    | [ b ] |         |
| 1993-1994 | Championnat Benson & Hedges                        | Wembley       | John Lardner     | 9-6   | Tableau |
| 1993-1994 | Championnat du Royaume-Uni                         | Preston       | Stephen Hendry   | 10-6  | Tableau |
| 1993-1994 | Open de Grande-Bretagne                            | Plymouth      | James Wattana    | 9-4   | Tableau |
| 1994-1995 | Masters                                            | Wembley       | John Higgins     | 9-3   | Tableau |
| 1995-1996 | Challenge de la charité                            | Birmingham    | John Higgins     | 9-6   |         |
| 1996-1997 | Classique d’Asie                                   | Bangkok       | Brian Morgan     | 9-8   | Tableau |
| 1996-1997 | Open d'Allemagne                                   | Osnabrück     | Alain Robidoux   | 9-7   | Tableau |
| 1996-1997 | Première ligue                                     | Royaume-Uni   | Stephen Hendry   | 10-8  | Tableau |
| 1997-1998 | International Superstar                            | Canton        | Jimmy White      | 5-3   |         |
| 1997-1998 | Championnat du Royaume-Uni (2)                     | Preston       | Stephen Hendry   | 10-6  | Tableau |
| 1997-1998 | Open d'Écosse                                      | Aberdeen      | John Higgins     | 9-7   | Tableau |
| 1998-1999 | Masters d'Écosse                                   | Motherwell    | John Higgins     | 9-7   |         |
| 1999-2000 | Open de Chine                                      | Pékin         | Stephen Lee      | 9-2   | Tableau |
| 1999-2000 | Coupe des nations                                  | Reading       | Pays de Galles   | 6-4   |         |
| 1999-2000 | Open d'Écosse (2)                                  | Aberdeen      | Mark Williams    | 9-1   | Tableau |
| 2000-2001 | Coupe des champions (2)                            | Brighton      | Mark Williams    | 7-5   |         |
| 2000-2001 | Masters d'Écosse (2)                               | Motherwell    | Stephen Hendry   | 9-6   |         |
| 2000-2001 | Open de Chine (2)                                  | Shenzhen      | Mark Williams    | 9-3   | Tableau |
| 2000-2001 | Masters d'Irlande                                  | Dublin        | Stephen Hendry   | 9-8   |         |
| 2000-2001 | Championnat du monde                               | Sheffield     | John Higgins     | 18-14 | Tableau |
| 2000-2001 | Première ligue (2)                                 | Inverness     | Stephen Hendry   | 9-7   |         |
| 2001-2002 | Championnat du Royaume-Uni (3)                     | York          | Ken Doherty      | 10-1  | Tableau |
| 2001-2002 | Première ligue (3)                                 | Glenrothes    | John Higgins     | 9-4   |         |
| 2002-2003 | Masters d'Écosse (3)                               | Glasgow       | John Higgins     | 9-4   |         |
| 2002-2003 | Open d'Europe                                      | Torquay       | Stephen Hendry   | 9-6   | Tableau |
| 2002-2003 | Masters d'Irlande                                  | Dublin        | John Higgins     | 10-9  | Tableau |
| 2003-2004 | Open du pays de Galles                             | Cardiff       | Steve Davis      | 9-8   | Tableau |
| 2003-2004 | Championnat du monde (2)                           | Sheffield     | Graeme Dott      | 18-8  | Tableau |
| 2004-2005 | Grand Prix                                         | Preston       | Ian McCulloch    | 9-5   | Tableau |
| 2004-2005 | Open du pays de Galles (2)                         | Newport       | Stephen Hendry   | 9-8   | Tableau |
| 2004-2005 | Masters (2)                                        | Wembley       | John Higgins     | 10-3  | Tableau |
| 2004-2005 | Masters d'Irlande (2)                              | Dublin        | Matthew Stevens  | 10-8  | Tableau |
| 2004-2005 | Première ligue (4)                                 | Manchester    | John Higgins     | 6-0   |         |
| 2005-2006 | Première ligue (5)                                 | Manchester    | Stephen Hendry   | 6-0   |         |
| 2006-2007 | Première ligue (6)                                 | Wythenshawe   | Jimmy White      | 7-0   |         |
| 2006-2007 | Masters (3)                                        | Wembley       | Ding Junhui      | 10-3  | Tableau |
| 2006-2007 | Masters d'Irlande (2)                              | Kilkenny      | Barry Hawkins    | 9-1   |         |
| 2007-2008 | Première ligue (7)                                 | Aberdeen      | John Higgins     | 7-4   |         |
| 2007-2008 | Championnat du Royaume-Uni (4)                     | Telford       | Stephen Maguire  | 10-2  | Tableau |
| 2007-2008 | Championnat du monde (3)                           | Sheffield     | Ali Carter       | 18-8  | Tableau |
| 2008-2009 | Trophée d'Irlande du Nord                          | Belfast       | Dave Harold      | 9-3   | Tableau |
| 2008-2009 | Première ligue (8)                                 | Hopton-on-Sea | Mark Selby       | 7-2   |         |
| 2008-2009 | Tournoi sur invitation de Hamm                     | Hamm          | Barry Hawkins    | 6-2   |         |
| 2008-2009 | Masters (4)                                        | Wembley       | Mark Selby       | 10-8  | Tableau |
| 2009-2010 | Masters de Shanghai                                | Shanghai      | Liang Wenbo      | 10-5  | Tableau |
| 2010-2011 | Tournoi de Power Snooker                           | Londres       | Ding Junhui      | [ c ] |         |
| 2010-2011 | Première ligue (9)                                 | Hopton-on-Sea | Shaun Murphy     | 7-1   |         |
| 2011-2012 | Épreuve 1 de Sheffield                             | Sheffield     | Joe Perry        | 4-0   | Tableau |
| 2011-2012 | Trophée Kay Suzanne                                | Gloucester    | Matthew Stevens  | 4-2   | Tableau |
| 2011-2012 | Première ligue (10)                                | Hopton-on-Sea | Ding Junhui      | 7-1   |         |
| 2011-2012 | Masters d'Allemagne (2)                            | Berlin        | Stephen Maguire  | 9-7   | Tableau |
| 2011-2012 | Championnat du monde (4)                           | Sheffield     | Ali Carter       | 18-11 | Tableau |
| 2012-2013 | Championnat du monde (5)                           | Sheffield     | Barry Hawkins    | 18-12 | Tableau |
| 2013-2014 | Classique Paul Hunter                              | Fürth         | Gerard Greene    | 4-0   | Tableau |
| 2013-2014 | Champion des champions                             | Coventry      | Stuart Bingham   | 10-8  |         |
| 2013-2014 | Masters (5)                                        | Londres       | Mark Selby       | 10-4  | Tableau |
| 2013-2014 | Open du pays de Galles (3)                         | Newport       | Ding Junhui      | 9-3   | Tableau |
| 2014-2015 | Champion des champions (2)                         | Coventry      | Judd Trump       | 10-7  |         |
| 2014-2015 | Championnat du Royaume-Uni (5)                     | York          | Judd Trump       | 10-9  | Tableau |
| 2015-2016 | Pink Ribbon                                        | Gloucester    | Darryn Walker    | 4-2   |         |
| 2015-2016 | Masters (6)                                        | Londres       | Barry Hawkins    | 10-1  | Tableau |
| 2015-2016 | Open du pays de Galles (4)                         | Cardiff       | Neil Robertson   | 9-5   | Tableau |
| 2016-2017 | Masters (7)                                        | Londres       | Joe Perry        | 10-7  | Tableau |
| 2017-2018 | Challenge Chine - Grande-Bretagne                  | Shenzhen      | Chine            | 26-9  | Tableau |
| 2017-2018 | Open d'Angleterre                                  | Barnsley      | Kyren Wilson     | 9-2   | Tableau |
| 2017-2018 | Masters de Shanghai (2)                            | Shanghai      | Judd Trump       | 10-3  | Tableau |
| 2017-2018 | Championnat du Royaume-Uni (6)                     | York          | Shaun Murphy     | 10-5  | Tableau |
| 2017-2018 | Grand Prix mondial                                 | Preston       | Ding Junhui      | 10-3  | Tableau |
| 2017-2018 | Championnat des joueurs                            | Llandudno     | Shaun Murphy     | 10-4  | Tableau |
| 2018-2019 | Masters de Shanghai (3)                            | Shanghai      | Barry Hawkins    | 11-9  | Tableau |
| 2018-2019 | Champion des champions (3)                         | Coventry      | Kyren Wilson     | 10-9  | Tableau |
| 2018-2019 | Championnat du Royaume-Uni (7)                     | York          | Mark Allen       | 10-6  | Tableau |
| 2018-2019 | Championnat des joueurs (2)                        | Preston       | Neil Robertson   | 10-4  | Tableau |
| 2018-2019 | Championnat du circuit                             | Llandudno     | Neil Robertson   | 13-11 | Tableau |
| 2019-2020 | Masters de Shanghai (4)                            | Shanghai      | Shaun Murphy     | 11-9  | Tableau |
| 2019-2020 | Championnat du monde (6)                           | Sheffield     | Kyren Wilson     | 18-8  | Tableau |
| 2021-2022 | Grand Prix mondial (2)                             | Coventry      | Neil Robertson   | 10-8  | Tableau |
| 2021-2022 | Championnat du monde (7)                           | Sheffield     | Judd Trump       | 18-13 | Tableau |
| 2022-2023 | Masters de Hong Kong                               | Hong Kong     | Marco Fu         | 6-4   | Tableau |
| 2022-2023 | Champion des champions (4)                         | Bolton        | Judd Trump       | 10-6  | Tableau |
| 2023-2024 | Masters de Shanghai (5)                            | Shanghai      | Luca Brecel      | 11-9  | Tableau |
| 2023-2024 | Championnat du Royaume-Uni (8)                     | York          | Ding Junhui      | 10-7  | Tableau |
| 2023-2024 | Masters (8)                                        | Londres       | Ali Carter       | 10-7  | Tableau |
| 2023-2024 | Grand Prix mondial (3)                             | Leicester     | Judd Trump       | 10-7  | Tableau |
| 2023-2024 | Masters mondiaux                                   | Riyad         | Luca Brecel      | 5-2   | Tableau |

#### Finales perdues
| Saison    | Nom du tournoi                   | Lieu          | Finaliste      | Score | Tableau |
| 1987      | Open junior de Pontins           | Inconnu       | Rod Lawler     | 0-3   |         |
| 1991      | Championnat d'Angleterre amateur | Angleterre    | Steve Judd     | 10-13 |         |
| 1993-1994 | Open d'Europe                    | Anvers        | Stephen Hendry | 5-9   | Tableau |
| 1994-1995 | Open de Thaïlande                | Bangkok       | James Wattana  | 6-9   | Tableau |
| 1994-1995 | Open de Grande-Bretagne          | Plymouth      | John Higgins   | 6-9   | Tableau |
| 1994-1995 | Tournoi de snooker à dix billes  | Londres       | Jimmy White    | 1-3   |         |
| 1995-1996 | Masters                          | Wembley       | Stephen Hendry | 5-10  | Tableau |
| 1996-1997 | Challenge de la charité          | Birmingham    | Stephen Hendry | 8-9   |         |
| 1996-1997 | Masters (2)                      | Wembley       | Steve Davis    | 8-10  | Tableau |
| 1997-1998 | Challenge de la charité (2)      | Derby         | John Higgins   | 8-9   |         |
| 1997-1998 | Masters d'Irlande                | Kildare       | Ken Doherty    | [ d ] |         |
| 1998-1999 | Challenge de la charité (3)      | Derby         | John Higgins   | 4-9   |         |
| 1998-1999 | Coupe du millénaire              | Hong Kong     | Stephen Lee    | 2-7   |         |
| 2000-2001 | Grand Prix                       | Telford       | Mark Williams  | 5-9   | Tableau |
| 2001-2002 | Masters d'Écosse                 | Glasgow       | John Higgins   | 6-9   |         |
| 2003-2004 | Open de Grande-Bretagne (2)      | Brighton      | Stephen Hendry | 6-9   | Tableau |
| 2003-2004 | Masters (3)                      | Wembley       | Paul Hunter    | 9-10  | Tableau |
| 2005-2006 | Grand Prix (2)                   | Preston       | John Higgins   | 2-9   | Tableau |
| 2005-2006 | Masters (4)                      | Wembley       | John Higgins   | 9-10  | Tableau |
| 2006-2007 | Trophée d'Irlande du Nord        | Belfast       | Ding Junhui    | 6-9   | Tableau |
| 2007-2008 | Grand Prix (3)                   | Aberdeen      | Marco Fu       | 6-9   | Tableau |
| 2007-2008 | Open du pays de Galles           | Newport       | Mark Selby     | 8-9   | Tableau |
| 2008-2009 | Masters de Shanghai              | Shanghai      | Ricky Walden   | 8-10  | Tableau |
| 2009-2010 | Première ligue                   | Hopton-on-Sea | Shaun Murphy   | 3-7   |         |
| 2009-2010 | Masters (5)                      | Wembley       | Mark Selby     | 9-10  | Tableau |
| 2010-2011 | Épreuve 4 de Sheffield           | Sheffield     | Barry Pinches  | 3-4   | Tableau |
| 2010-2011 | Open mondial                     | Glasgow       | Neil Robertson | 1-5   | Tableau |
| 2010-2011 | Open d'Anvers                    | Anvers        | Judd Trump     | 3-4   |         |
| 2011-2012 | Power Snooker                    | Manchester    | Martin Gould   | [ e ] |         |
| 2013-2014 | Open d'Anvers (2)                | Anvers        | Mark Selby     | 3-4   | Tableau |
| 2013-2014 | Championnat du monde             | Sheffield     | Mark Selby     | 14-18 | Tableau |
| 2014-2015 | Grand Prix mondial               | Llandudno     | Judd Trump     | 7-10  |         |
| 2015-2016 | Championnat de la ligue          | Stock         | Judd Trump     | 2-3   |         |
| 2016-2017 | Masters d'Europe                 | Bucarest      | Judd Trump     | 8-9   | Tableau |
| 2016-2017 | Champion des champions           | Coventry      | John Higgins   | 7-10  | Tableau |
| 2016-2017 | Championnat du Royaume-Uni       | York          | Mark Selby     | 7-10  | Tableau |
| 2017-2018 | Masters de Hong Kong             | Hong Kong     | Neil Robertson | 3-6   | Tableau |
| 2017-2018 | Champion des champions (2)       | Coventry      | Shaun Murphy   | 8-10  | Tableau |
| 2018-2019 | Open d'Irlande du Nord           | Belfast       | Judd Trump     | 7-9   | Tableau |
| 2018-2019 | Masters (6)                      | Londres       | Judd Trump     | 4-10  | Tableau |
| 2019-2020 | Open d'Irlande du Nord (2)       | Belfast       | Judd Trump     | 7-9   | Tableau |
| 2020-2021 | Open d'Irlande du Nord (3)       | Milton Keynes | Judd Trump     | 7-9   | Tableau |
| 2020-2021 | Open d'Écosse                    | Milton Keynes | Mark Selby     | 3-9   | Tableau |
| 2020-2021 | Open du pays de Galles (2)       | Newport       | Jordan Brown   | 8-9   | Tableau |
| 2020-2021 | Championnat des joueurs          | Milton Keynes | John Higgins   | 3-10  | Tableau |
| 2020-2021 | Championnat du circuit           | Newport       | Neil Robertson | 4-10  | Tableau |
| 2021-2022 | Masters d'Europe (2)             | Milton Keynes | Fan Zhengyi    | 9-10  | Tableau |
| 2023-2024 | Championnat du circuit (2)       | Manchester    | Mark Williams  | 5-10  | Tableau |
| 2025-2026 | Masters d'Arabie Saoudite        | Djeddah       | Neil Robertson | 9-10  | Tableau |

### Résultats dans les tournois
| Classement,                              | NC                   | 57                   | 9                    | 3                    | 8                    | 7                    | 3                    | 4                    | 4                    | 2                    | 1                    | 3                    | 1                    | 1                    | 3                    | 5                    | 1                    | 1                    | 3                    | 11                   | 9                    | 19                   | 4                    | 5                    | 10                   | 14                   | 2                    | 1                    | 2                    | 3                    | 1                    | 1                    | 5                 |                   |                   |                   |                   |                   |                   |                   |                   |                   |                   |                   |                   |                   |                   |                   |                   |                   |                   |                   |                   |                   |                   |                   |                   |                   |                   |                   |          |          |          |          |          |          |          |          |          |          |          |
| Tournois classés                         |                      |                      |                      |                      |                      |                      |                      |                      |                      |                      |                      |                      |                      |                      |                      |                      |                      |                      |                      |                      |                      |                      |                      |                      |                      |                      |                      |                      |                      |                      |                      |                      |                   |                   |                   |                   |                   |                   |                   |                   |                   |                   |                   |                   |                   |                   |                   |                   |                   |                   |                   |                   |                   |                   |                   |                   |                   |                   |                   |                   |          |          |          |          |          |          |          |          |          |          |          |
| Championnat de la ligue                  | Tournoi non existant | Tournoi non existant | Tournoi non existant | Tournoi non existant | Tournoi non existant | Tournoi non existant | Tournoi non existant | Tournoi non existant | Tournoi non existant | Tournoi non existant | Tournoi non existant | Tournoi non existant | Tournoi non existant | Tournoi non existant | Tournoi non existant | Tournoi non classé   | Tournoi non classé   | Tournoi non classé   | Tournoi non classé   | Tournoi non classé   | Tournoi non classé   | Tournoi non classé   | Tournoi non classé   | Tournoi non classé   | Tournoi non classé   | Tournoi non classé   | Tournoi non classé   | Tournoi non classé   | F                    | F                    | RR                   | F                    | 1T                |                   |                   |                   |                   |                   |                   |                   |                   |                   |                   |                   |                   |                   |                   |                   |                   |                   |                   |                   |                   |                   |                   |                   |                   |                   |                   |                   |          |          |          |          |          |          |          |          |          |          |          |
| Grand Prix de Xi'an                      | Tournoi non existant | Tournoi non existant | Tournoi non existant | Tournoi non existant | Tournoi non existant | Tournoi non existant | Tournoi non existant | Tournoi non existant | Tournoi non existant | Tournoi non existant | Tournoi non existant | Tournoi non existant | Tournoi non existant | Tournoi non existant | Tournoi non existant | Tournoi non existant | Tournoi non existant | Tournoi non existant | Tournoi non existant | Tournoi non existant | Tournoi non existant | Tournoi non existant | Tournoi non existant | Tournoi non existant | Tournoi non existant | Tournoi non existant | Tournoi non existant | Tournoi non existant | Tournoi non existant | Tournoi non existant | Tournoi non existant | Tournoi non existant |                   |                   |                   |                   |                   |                   |                   |                   |                   |                   |                   |                   |                   |                   |                   |                   |                   |                   |                   |                   |                   |                   |                   |                   |                   |                   |                   |                   |          |          |          |          |          |          |          |          |          |          |          |
| Masters d'Arabie Saoudite                | Tournoi non existant | Tournoi non existant | Tournoi non existant | Tournoi non existant | Tournoi non existant | Tournoi non existant | Tournoi non existant | Tournoi non existant | Tournoi non existant | Tournoi non existant | Tournoi non existant | Tournoi non existant | Tournoi non existant | Tournoi non existant | Tournoi non existant | Tournoi non existant | Tournoi non existant | Tournoi non existant | Tournoi non existant | Tournoi non existant | Tournoi non existant | Tournoi non existant | Tournoi non existant | Tournoi non existant | Tournoi non existant | Tournoi non existant | Tournoi non existant | Tournoi non existant | Tournoi non existant | Tournoi non existant | Tournoi non existant | Tournoi non existant |                   |                   |                   |                   |                   |                   |                   |                   |                   |                   |                   |                   |                   |                   |                   |                   |                   |                   |                   |                   |                   |                   |                   |                   |                   |                   |                   |                   |          |          |          |          |          |          |          |          |          |          |          |
| Open d'Angleterre                        | Tournoi non existant | Tournoi non existant | Tournoi non existant | Tournoi non existant | Tournoi non existant | Tournoi non existant | Tournoi non existant | Tournoi non existant | Tournoi non existant | Tournoi non existant | Tournoi non existant | Tournoi non existant | Tournoi non existant | Tournoi non existant | Tournoi non existant | Tournoi non existant | Tournoi non existant | Tournoi non existant | Tournoi non existant | Tournoi non existant | Tournoi non existant | Tournoi non existant | Tournoi non existant | Tournoi non existant | 3T                   | V                    | DF                   | 4T                   | 3T                   | DF                   | 2T                   | 4T                   |                   |                   |                   |                   |                   |                   |                   |                   |                   |                   |                   |                   |                   |                   |                   |                   |                   |                   |                   |                   |                   |                   |                   |                   |                   |                   |                   |                   |          |          |          |          |          |          |          |          |          |          |          |
| Open britannique                         | DQ                   | V                    | F                    | DF                   | 1T                   | QF                   | 3T                   | DF                   | QF                   | DF                   | 3T                   | F                    | DF                   | Tournoi abandonné    | Tournoi abandonné    | Tournoi abandonné    | Tournoi abandonné    | Tournoi abandonné    | Tournoi abandonné    | Tournoi abandonné    | Tournoi abandonné    | Tournoi abandonné    | Tournoi abandonné    | Tournoi abandonné    | Tournoi abandonné    | Tournoi abandonné    | Tournoi abandonné    | Tournoi abandonné    | Tournoi abandonné    | A                    | DQ                   | A                    |                   |                   |                   |                   |                   |                   |                   |                   |                   |                   |                   |                   |                   |                   |                   |                   |                   |                   |                   |                   |                   |                   |                   |                   |                   |                   |                   |                   |          |          |          |          |          |          |          |          |          |          |          |
| Open de Wuhan                            | Tournoi non existant | Tournoi non existant | Tournoi non existant | Tournoi non existant | Tournoi non existant | Tournoi non existant | Tournoi non existant | Tournoi non existant | Tournoi non existant | Tournoi non existant | Tournoi non existant | Tournoi non existant | Tournoi non existant | Tournoi non existant | Tournoi non existant | Tournoi non existant | Tournoi non existant | Tournoi non existant | Tournoi non existant | Tournoi non existant | Tournoi non existant | Tournoi non existant | Tournoi non existant | Tournoi non existant | Tournoi non existant | Tournoi non existant | Tournoi non existant | Tournoi non existant | Tournoi non existant | Tournoi non existant | Tournoi non existant | QF                   |                   |                   |                   |                   |                   |                   |                   |                   |                   |                   |                   |                   |                   |                   |                   |                   |                   |                   |                   |                   |                   |                   |                   |                   |                   |                   |                   |                   |          |          |          |          |          |          |          |          |          |          |          |
| Open d'Irlande du Nord                   | Tournoi non existant | Tournoi non existant | Tournoi non existant | Tournoi non existant | Tournoi non existant | Tournoi non existant | Tournoi non existant | Tournoi non existant | Tournoi non existant | Tournoi non existant | Tournoi non existant | Tournoi non existant | Tournoi non existant | Tournoi non existant | Tournoi non existant | Tournoi non existant | Tournoi non existant | Tournoi non existant | Tournoi non existant | Tournoi non existant | Tournoi non existant | Tournoi non existant | Tournoi non existant | Tournoi non existant | 4T                   | 3T                   | F                    | F                    | F                    | 3T                   | 1T                   | A                    |                   |                   |                   |                   |                   |                   |                   |                   |                   |                   |                   |                   |                   |                   |                   |                   |                   |                   |                   |                   |                   |                   |                   |                   |                   |                   |                   |                   |          |          |          |          |          |          |          |          |          |          |          |
| Championnat international                | Tournoi non existant | Tournoi non existant | Tournoi non existant | Tournoi non existant | Tournoi non existant | Tournoi non existant | Tournoi non existant | Tournoi non existant | Tournoi non existant | Tournoi non existant | Tournoi non existant | Tournoi non existant | Tournoi non existant | Tournoi non existant | Tournoi non existant | Tournoi non existant | Tournoi non existant | Tournoi non existant | Tournoi non existant | Tournoi non existant | F                    | 2T                   | QF                   | A                    | 3T                   | 1T                   | A                    | A                    | Tournoi non tenu     | Tournoi non tenu     | Tournoi non tenu     | DF                   |                   |                   |                   |                   |                   |                   |                   |                   |                   |                   |                   |                   |                   |                   |                   |                   |                   |                   |                   |                   |                   |                   |                   |                   |                   |                   |                   |                   |          |          |          |          |          |          |          |          |          |          |          |
| Championnat du Royaume-Uni               | 1T                   | V                    | QF                   | QF                   | 1T                   | V                    | F                    | QF                   | DF                   | V                    | QF                   | DF                   | 2T                   | 1T                   | QF                   | V                    | 2T                   | DF                   | 1T                   | 2T                   | A                    | QF                   | V                    | A                    | F                    | V                    | V                    | 4T                   | 2T                   | QF                   | QF                   | V                    |                   |                   |                   |                   |                   |                   |                   |                   |                   |                   |                   |                   |                   |                   |                   |                   |                   |                   |                   |                   |                   |                   |                   |                   |                   |                   |                   |                   |          |          |          |          |          |          |          |          |          |          |          |
| Shoot-Out                                | Tournoi non existant | Tournoi non existant | Tournoi non existant | Tournoi non existant | Tournoi non existant | Tournoi non existant | Tournoi non existant | Tournoi non existant | Tournoi non existant | Tournoi non existant | Tournoi non existant | Tournoi non existant | Tournoi non existant | Tournoi non existant | Tournoi non existant | Tournoi non existant | Tournoi non existant | Tournoi non existant | Tournoi non classé   | Tournoi non classé   | Tournoi non classé   | Tournoi non classé   | Tournoi non classé   | Tournoi non classé   | A                    | A                    | A                    | 2T                   | A                    | A                    | A                    | A                    |                   |                   |                   |                   |                   |                   |                   |                   |                   |                   |                   |                   |                   |                   |                   |                   |                   |                   |                   |                   |                   |                   |                   |                   |                   |                   |                   |                   |          |          |          |          |          |          |          |          |          |          |          |
| Open d'Écosse                            | 2T                   | DQ                   | 3T                   | 1T                   | QF                   | V                    | 2T                   | V                    | 2T                   | 2T                   | 3T                   | QF                   | Tournoi non tenu     | Tournoi non tenu     | Tournoi non tenu     | Tournoi non tenu     | Tournoi non tenu     | Tournoi non tenu     | Tournoi non tenu     | Tournoi non tenu     | CM                   | Tournoi non tenu     | Tournoi non tenu     | Tournoi non tenu     | QF                   | QF                   | A                    | QF                   | F                    | DF                   | 2T                   |                      | A                 |                   |                   |                   |                   |                   |                   |                   |                   |                   |                   |                   |                   |                   |                   |                   |                   |                   |                   |                   |                   |                   |                   |                   |                   |                   |                   |                   |          |          |          |          |          |          |          |          |          |          |          |
| Masters d'Allemagne                      | Tournoi non existant | Tournoi non existant | Tournoi non existant | 1T                   | V                    | DF                   | NC                   | Tournoi non tenu     | Tournoi non tenu     | Tournoi non tenu     | Tournoi non tenu     | Tournoi non tenu     | Tournoi non tenu     | Tournoi non tenu     | Tournoi non tenu     | Tournoi non tenu     | Tournoi non tenu     | Tournoi non tenu     | F                    | V                    | A                    | DQ                   | QF                   | DQ                   | 1T                   | F                    | A                    | A                    | A                    | DQ                   | A                    | A                    |                   |                   |                   |                   |                   |                   |                   |                   |                   |                   |                   |                   |                   |                   |                   |                   |                   |                   |                   |                   |                   |                   |                   |                   |                   |                   |                   |                   |          |          |          |          |          |          |          |          |          |          |          |
| Open du pays de Galles                   | 1T                   | 1T                   | QF                   | 2T                   | 2T                   | 4T                   | DF                   | 3T                   | 2T                   | 2T                   | QF                   | V                    | V                    | 2T                   | QF                   | F                    | 2T                   | DF                   | 1T                   | DF                   | A                    | V                    | 3T                   | V                    | 2T                   | QF                   | 3T                   | DF                   | F                    | 3T                   | QF                   | A                    |                   |                   |                   |                   |                   |                   |                   |                   |                   |                   |                   |                   |                   |                   |                   |                   |                   |                   |                   |                   |                   |                   |                   |                   |                   |                   |                   |                   |          |          |          |          |          |          |          |          |          |          |          |
| Open mondial                             | 1T                   | 1T                   | QF                   | 1T                   | 2T                   | 3T                   | 3T                   | QF                   | F                    | QF                   | QF                   | 2T                   | V                    | F                    | QF                   | F                    | QF                   | 2T                   | F                    | F                    | A                    | A                    | NT                   | NT                   | A                    | A                    | A                    | DQ                   | Tournoi non tenu     | Tournoi non tenu     | Tournoi non tenu     | 4T                   |                   |                   |                   |                   |                   |                   |                   |                   |                   |                   |                   |                   |                   |                   |                   |                   |                   |                   |                   |                   |                   |                   |                   |                   |                   |                   |                   |                   |          |          |          |          |          |          |          |          |          |          |          |
| Grand Prix mondial                       | Tournoi non existant | Tournoi non existant | Tournoi non existant | Tournoi non existant | Tournoi non existant | Tournoi non existant | Tournoi non existant | Tournoi non existant | Tournoi non existant | Tournoi non existant | Tournoi non existant | Tournoi non existant | Tournoi non existant | Tournoi non existant | Tournoi non existant | Tournoi non existant | Tournoi non existant | Tournoi non existant | Tournoi non existant | Tournoi non existant | Tournoi non existant | Tournoi non existant | NC                   | 1T                   | 2T                   | V                    | 1T                   | QF                   | DF                   | V                    | 2T                   | V                    |                   |                   |                   |                   |                   |                   |                   |                   |                   |                   |                   |                   |                   |                   |                   |                   |                   |                   |                   |                   |                   |                   |                   |                   |                   |                   |                   |                   |          |          |          |          |          |          |          |          |          |          |          |
| Championnat des joueurs                  | Tournoi non existant | Tournoi non existant | Tournoi non existant | Tournoi non existant | Tournoi non existant | Tournoi non existant | Tournoi non existant | Tournoi non existant | Tournoi non existant | Tournoi non existant | Tournoi non existant | Tournoi non existant | Tournoi non existant | Tournoi non existant | Tournoi non existant | Tournoi non existant | Tournoi non existant | Tournoi non existant | A                    | F                    | A                    | 2T                   | A                    | A                    | QF                   | V                    | V                    | A                    | F                    | QF                   | A                    | QF                   |                   |                   |                   |                   |                   |                   |                   |                   |                   |                   |                   |                   |                   |                   |                   |                   |                   |                   |                   |                   |                   |                   |                   |                   |                   |                   |                   |                   |          |          |          |          |          |          |          |          |          |          |          |
| Championnat du circuit                   | Tournoi non existant | Tournoi non existant | Tournoi non existant | Tournoi non existant | Tournoi non existant | Tournoi non existant | Tournoi non existant | Tournoi non existant | Tournoi non existant | Tournoi non existant | Tournoi non existant | Tournoi non existant | Tournoi non existant | Tournoi non existant | Tournoi non existant | Tournoi non existant | Tournoi non existant | Tournoi non existant | Tournoi non existant | Tournoi non existant | Tournoi non existant | Tournoi non existant | Tournoi non existant | Tournoi non existant | Tournoi non existant | Tournoi non existant | V                    | A                    | F                    | SF                   | A                    | F                    |                   |                   |                   |                   |                   |                   |                   |                   |                   |                   |                   |                   |                   |                   |                   |                   |                   |                   |                   |                   |                   |                   |                   |                   |                   |                   |                   |                   |          |          |          |          |          |          |          |          |          |          |          |
| Championnat du monde                     | 1T                   | 2T                   | QF                   | DF                   | 2T                   | DF                   | DF                   | 1T                   | V                    | DF                   | 1T                   | V                    | QF                   | DF                   | QF                   | V                    | 2T                   | QF                   | QF                   | V                    | V                    | F                    | QF                   | 2T                   | QF                   | 2T                   | 1T                   | V                    | 2T                   | V                    | QF                   | QF                   | DF                |                   |                   |                   |                   |                   |                   |                   |                   |                   |                   |                   |                   |                   |                   |                   |                   |                   |                   |                   |                   |                   |                   |                   |                   |                   |                   |                   |          |          |          |          |          |          |          |          |          |          |          |
| Tournois non classés                     |                      |                      |                      |                      |                      |                      |                      |                      |                      |                      |                      |                      |                      |                      |                      |                      |                      |                      |                      |                      |                      |                      |                      |                      |                      |                      |                      |                      |                      |                      |                      |                      |                   |                   |                   |                   |                   |                   |                   |                   |                   |                   |                   |                   |                   |                   |                   |                   |                   |                   |                   |                   |                   |                   |                   |                   |                   |                   |                   |                   |          |          |          |          |          |          |          |          |          |          |          |
| Masters de Shanghai                      | Tournoi non existant | Tournoi non existant | Tournoi non existant | Tournoi non existant | Tournoi non existant | Tournoi non existant | Tournoi non existant | Tournoi non existant | Tournoi non existant | Tournoi non existant | Tournoi non existant | Tournoi non existant | Tournoi non existant | Tournoi non existant | Tournoi non existant | Tournoi classé       | Tournoi classé       | Tournoi classé       | Tournoi classé       | Tournoi classé       | Tournoi classé       | Tournoi classé       | Tournoi classé       | Tournoi classé       | Tournoi classé       | Tournoi classé       | V                    | V                    | Tournoi non tenu     | Tournoi non tenu     | Tournoi non tenu     | V                    |                   |                   |                   |                   |                   |                   |                   |                   |                   |                   |                   |                   |                   |                   |                   |                   |                   |                   |                   |                   |                   |                   |                   |                   |                   |                   |                   |                   |          |          |          |          |          |          |          |          |          |          |          |
| Champion des champions                   | Tournoi non existant | Tournoi non existant | Tournoi non existant | Tournoi non existant | Tournoi non existant | Tournoi non existant | Tournoi non existant | Tournoi non existant | Tournoi non existant | Tournoi non existant | Tournoi non existant | Tournoi non existant | Tournoi non existant | Tournoi non existant | Tournoi non existant | Tournoi non existant | Tournoi non existant | Tournoi non existant | Tournoi non existant | Tournoi non existant | Tournoi non existant | V                    | V                    | F                    | F                    | F                    | V                    | QF                   | QF                   | QF                   | V                    | A                    |                   |                   |                   |                   |                   |                   |                   |                   |                   |                   |                   |                   |                   |                   |                   |                   |                   |                   |                   |                   |                   |                   |                   |                   |                   |                   |                   |                   |          |          |          |          |          |          |          |          |          |          |          |
| Masters                                  | A                    | WC                   | V                    | F                    | F                    | QF                   | QF                   | QF                   | 1T                   | QF                   | QF                   | F                    | V                    | F                    | V                    | 1T                   | V                    | F                    | 1T                   | QF                   | A                    | V                    | DF                   | V                    | V                    | QF                   | F                    | A                    | QF                   | QF                   | QF                   | V                    |                   |                   |                   |                   |                   |                   |                   |                   |                   |                   |                   |                   |                   |                   |                   |                   |                   |                   |                   |                   |                   |                   |                   |                   |                   |                   |                   |                   |          |          |          |          |          |          |          |          |          |          |          |
| Masters mondiaux                         | Tournoi non existant | Tournoi non existant | Tournoi non existant | Tournoi non existant | Tournoi non existant | Tournoi non existant | Tournoi non existant | Tournoi non existant | Tournoi non existant | Tournoi non existant | Tournoi non existant | Tournoi non existant | Tournoi non existant | Tournoi non existant | Tournoi non existant | Tournoi non existant | Tournoi non existant | Tournoi non existant | Tournoi non existant | Tournoi non existant | Tournoi non existant | Tournoi non existant | Tournoi non existant | Tournoi non existant | Tournoi non existant | Tournoi non existant | Tournoi non existant | Tournoi non existant | Tournoi non existant | Tournoi non existant | Tournoi non existant | V                    |                   |                   |                   |                   |                   |                   |                   |                   |                   |                   |                   |                   |                   |                   |                   |                   |                   |                   |                   |                   |                   |                   |                   |                   |                   |                   |                   |                   |          |          |          |          |          |          |          |          |          |          |          |
| Championnat de la ligue                  | Tournoi non existant | Tournoi non existant | Tournoi non existant | Tournoi non existant | Tournoi non existant | Tournoi non existant | Tournoi non existant | Tournoi non existant | Tournoi non existant | Tournoi non existant | Tournoi non existant | Tournoi non existant | Tournoi non existant | Tournoi non existant | Tournoi non existant | A                    | A                    | RR                   | RR                   | A                    | A                    | A                    | F                    | F                    | A                    | A                    | A                    | A                    | F                    | RR                   | A                    | F                    |                   |                   |                   |                   |                   |                   |                   |                   |                   |                   |                   |                   |                   |                   |                   |                   |                   |                   |                   |                   |                   |                   |                   |                   |                   |                   |                   |                   |          |          |          |          |          |          |          |          |          |          |          |
| Anciens tournois classés                 |                      |                      |                      |                      |                      |                      |                      |                      |                      |                      |                      |                      |                      |                      |                      |                      |                      |                      |                      |                      |                      |                      |                      |                      |                      |                      |                      |                      |                      |                      |                      |                      |                   |                   |                   |                   |                   |                   |                   |                   |                   |                   |                   |                   |                   |                   |                   |                   |                   |                   |                   |                   |                   |                   |                   |                   |                   |                   |                   |                   |          |          |          |          |          |          |          |          |          |          |          |
| Classique de Dubai                       | DQ                   | DF                   | DF                   | 1T                   | V                    | Tournoi abandonné    | Tournoi abandonné    | Tournoi abandonné    | Tournoi abandonné    | Tournoi abandonné    | Tournoi abandonné    | Tournoi abandonné    | Tournoi abandonné    | Tournoi abandonné    | Tournoi abandonné    | Tournoi abandonné    | Tournoi abandonné    | Tournoi abandonné    | Tournoi abandonné    | Tournoi abandonné    | Tournoi abandonné    | Tournoi abandonné    | Tournoi abandonné    | Tournoi abandonné    | Tournoi abandonné    | Tournoi abandonné    | Tournoi abandonné    | Tournoi abandonné    | Tournoi abandonné    | Tournoi abandonné    | Tournoi abandonné    | Tournoi abandonné    | Tournoi abandonné | Tournoi abandonné | Tournoi abandonné | Tournoi abandonné |                   |                   |                   |                   |                   |                   |                   |                   |                   |                   |                   |                   |                   |                   |                   |                   |                   |                   |                   |                   |                   |                   |                   |                   |          |          |          |          |          |          |          |          |          |          |          |
| Grand Prix de Malte                      | Non tenu             | Non tenu             | Tournoi non classé   | Tournoi non classé   | Tournoi non classé   | Tournoi non classé   | Tournoi non classé   | QF                   | NC                   | Tournoi abandonné    | Tournoi abandonné    | Tournoi abandonné    | Tournoi abandonné    | Tournoi abandonné    | Tournoi abandonné    | Tournoi abandonné    | Tournoi abandonné    | Tournoi abandonné    | Tournoi abandonné    | Tournoi abandonné    | Tournoi abandonné    | Tournoi abandonné    | Tournoi abandonné    | Tournoi abandonné    | Tournoi abandonné    | Tournoi abandonné    | Tournoi abandonné    | Tournoi abandonné    | Tournoi abandonné    | Tournoi abandonné    | Tournoi abandonné    | Tournoi abandonné    | Tournoi abandonné | Tournoi abandonné | Tournoi abandonné | Tournoi abandonné | Tournoi abandonné | Tournoi abandonné | Tournoi abandonné | Tournoi abandonné |                   |                   |                   |                   |                   |                   |                   |                   |                   |                   |                   |                   |                   |                   |                   |                   |                   |                   |                   |                   |          |          |          |          |          |          |          |          |          |          |          |
| Masters de Thaïlande                     | 2T                   | 1T                   | F                    | 2T                   | DF                   | 2T                   | 1T                   | 1T                   | 2T                   | DF                   | NC                   | Tournoi non tenu     | Tournoi non tenu     | Tournoi non tenu     | NC                   | Tournoi abandonné    | Tournoi abandonné    | Tournoi abandonné    | Tournoi abandonné    | Tournoi abandonné    | Tournoi abandonné    | Tournoi abandonné    | Tournoi abandonné    | Tournoi abandonné    | Tournoi abandonné    | Tournoi abandonné    | Tournoi abandonné    | Tournoi abandonné    | Tournoi abandonné    | Tournoi abandonné    | Tournoi abandonné    | Tournoi abandonné    | Tournoi abandonné | Tournoi abandonné | Tournoi abandonné | Tournoi abandonné | Tournoi abandonné | Tournoi abandonné | Tournoi abandonné | Tournoi abandonné | Tournoi abandonné | Tournoi abandonné | Tournoi abandonné | Tournoi abandonné | Tournoi abandonné | Tournoi abandonné |                   |                   |                   |                   |                   |                   |                   |                   |                   |                   |                   |                   |                   |                   |          |          |          |          |          |          |          |          |          |          |          |
| Masters d'Irlande                        | Tournoi non classé   | Tournoi non classé   | Tournoi non classé   | Tournoi non classé   | Tournoi non classé   | Tournoi non classé   | Tournoi non classé   | Tournoi non classé   | Tournoi non classé   | Tournoi non classé   | V                    | QF                   | V                    | NT                   | NC                   | Tournoi abandonné    | Tournoi abandonné    | Tournoi abandonné    | Tournoi abandonné    | Tournoi abandonné    | Tournoi abandonné    | Tournoi abandonné    | Tournoi abandonné    | Tournoi abandonné    | Tournoi abandonné    | Tournoi abandonné    | Tournoi abandonné    | Tournoi abandonné    | Tournoi abandonné    | Tournoi abandonné    | Tournoi abandonné    | Tournoi abandonné    | Tournoi abandonné | Tournoi abandonné | Tournoi abandonné | Tournoi abandonné | Tournoi abandonné | Tournoi abandonné | Tournoi abandonné | Tournoi abandonné | Tournoi abandonné | Tournoi abandonné | Tournoi abandonné | Tournoi abandonné | Tournoi abandonné | Tournoi abandonné |                   |                   |                   |                   |                   |                   |                   |                   |                   |                   |                   |                   |                   |                   |          |          |          |          |          |          |          |          |          |          |          |
| Open d'Europe                            | QF                   | F                    | DF                   | 1T                   | 1T                   | NT                   | 1T                   | Non tenu             | Non tenu             | QF                   | V                    | QF                   | 2T                   | A                    | 1T                   | NC                   | Tournoi abandonné    | Tournoi abandonné    | Tournoi abandonné    | Tournoi abandonné    | Tournoi abandonné    | Tournoi abandonné    | Tournoi abandonné    | Tournoi abandonné    | Tournoi abandonné    | Tournoi abandonné    | Tournoi abandonné    | Tournoi abandonné    | Tournoi abandonné    | Tournoi abandonné    | Tournoi abandonné    | Tournoi abandonné    | Tournoi abandonné | Tournoi abandonné | Tournoi abandonné | Tournoi abandonné | Tournoi abandonné | Tournoi abandonné | Tournoi abandonné | Tournoi abandonné | Tournoi abandonné | Tournoi abandonné | Tournoi abandonné | Tournoi abandonné | Tournoi abandonné | Tournoi abandonné | Tournoi abandonné |                   |                   |                   |                   |                   |                   |                   |                   |                   |                   |                   |                   |                   |          |          |          |          |          |          |          |          |          |          |          |
| Trophée d'Irlande du Nord                | Tournoi non existant | Tournoi non existant | Tournoi non existant | Tournoi non existant | Tournoi non existant | Tournoi non existant | Tournoi non existant | Tournoi non existant | Tournoi non existant | Tournoi non existant | Tournoi non existant | Tournoi non existant | Tournoi non existant | NC                   | F                    | QF                   | V                    | Tournoi abandonné    | Tournoi abandonné    | Tournoi abandonné    | Tournoi abandonné    | Tournoi abandonné    | Tournoi abandonné    | Tournoi abandonné    | Tournoi abandonné    | Tournoi abandonné    | Tournoi abandonné    | Tournoi abandonné    | Tournoi abandonné    | Tournoi abandonné    | Tournoi abandonné    | Tournoi abandonné    | Tournoi abandonné | Tournoi abandonné | Tournoi abandonné | Tournoi abandonné | Tournoi abandonné | Tournoi abandonné | Tournoi abandonné | Tournoi abandonné | Tournoi abandonné | Tournoi abandonné | Tournoi abandonné | Tournoi abandonné | Tournoi abandonné | Tournoi abandonné | Tournoi abandonné | Tournoi abandonné |                   |                   |                   |                   |                   |                   |                   |                   |                   |                   |                   |                   |          |          |          |          |          |          |          |          |          |          |          |
| Masters de Shanghai                      | Tournoi non existant | Tournoi non existant | Tournoi non existant | Tournoi non existant | Tournoi non existant | Tournoi non existant | Tournoi non existant | Tournoi non existant | Tournoi non existant | Tournoi non existant | Tournoi non existant | Tournoi non existant | Tournoi non existant | Tournoi non existant | Tournoi non existant | F                    | F                    | V                    | F                    | 2T                   | A                    | A                    | 1T                   | A                    | 2T                   | V                    | Non classé           | Non classé           | Non classé           | Non classé           | Non classé           | Non classé           | Non classé        |                   |                   |                   |                   |                   |                   |                   |                   |                   |                   |                   |                   |                   |                   |                   |                   |                   |                   |                   |                   |                   |                   |                   |                   |                   |                   |                   |          |          |          |          |          |          |          |          |          |          |          |
| Open de Chine                            | Tournoi non existant | Tournoi non existant | Tournoi non existant | Tournoi non existant | Tournoi non existant | NC                   | 2T                   | V                    | V                    | QF                   | NT                   | NT                   | F                    | 1T                   | DF                   | 1T                   | QF                   | 1T                   | 1T                   | QF                   | A                    | A                    | F                    | A                    | 2T                   | 1T                   | A                    | Non tenu             | Non tenu             | Non tenu             | Non tenu             | Non tenu             | Non tenu          | Non tenu          | Non tenu          | Non tenu          | Non tenu          | Non tenu          | Non tenu          | Non tenu          | Non tenu          | Non tenu          | Non tenu          | Non tenu          | Non tenu          | Non tenu          | Non tenu          | Non tenu          | Non tenu          | Non tenu          | Non tenu          | Non tenu          | Non tenu          | Non tenu          | Non tenu          | Non tenu          | Non tenu          |                   |                   |                   |          |          |          |          |          |          |          |          |          |          |          |
| Masters de Riga                          | Tournoi non existant | Tournoi non existant | Tournoi non existant | Tournoi non existant | Tournoi non existant | Tournoi non existant | Tournoi non existant | Tournoi non existant | Tournoi non existant | Tournoi non existant | Tournoi non existant | Tournoi non existant | Tournoi non existant | Tournoi non existant | Tournoi non existant | Tournoi non existant | Tournoi non existant | Tournoi non existant | Tournoi non existant | Tournoi non existant | Tournoi non existant | Tournoi non existant | CM                   | CM                   | A                    | A                    | A                    | A                    | Tournoi non tenu     | Tournoi non tenu     | Tournoi non tenu     | Tournoi non tenu     | Tournoi non tenu  |                   |                   |                   |                   |                   |                   |                   |                   |                   |                   |                   |                   |                   |                   |                   |                   |                   |                   |                   |                   |                   |                   |                   |                   |                   |                   |                   |          |          |          |          |          |          |          |          |          |          |          |
| Championnat de Chine                     | Tournoi non existant | Tournoi non existant | Tournoi non existant | Tournoi non existant | Tournoi non existant | Tournoi non existant | Tournoi non existant | Tournoi non existant | Tournoi non existant | Tournoi non existant | Tournoi non existant | Tournoi non existant | Tournoi non existant | Tournoi non existant | Tournoi non existant | Tournoi non existant | Tournoi non existant | Tournoi non existant | Tournoi non existant | Tournoi non existant | Tournoi non existant | Tournoi non existant | Tournoi non existant | Tournoi non existant | NC                   | QF                   | A                    | A                    | Tournoi non tenu     | Tournoi non tenu     | Tournoi non tenu     | Tournoi non tenu     | Tournoi non tenu  |                   |                   |                   |                   |                   |                   |                   |                   |                   |                   |                   |                   |                   |                   |                   |                   |                   |                   |                   |                   |                   |                   |                   |                   |                   |                   |                   |          |          |          |          |          |          |          |          |          |          |          |
| Séries professionnelles                  | Tournoi non existant | Tournoi non existant | Tournoi non existant | Tournoi non existant | Tournoi non existant | Tournoi non existant | Tournoi non existant | Tournoi non existant | Tournoi non existant | Tournoi non existant | Tournoi non existant | Tournoi non existant | Tournoi non existant | Tournoi non existant | Tournoi non existant | Tournoi non existant | Tournoi non existant | Tournoi non existant | Tournoi non existant | Tournoi non existant | Tournoi non existant | Tournoi non existant | Tournoi non existant | Tournoi non existant | Tournoi non existant | Tournoi non existant | Tournoi non existant | Tournoi non existant | 1T                   | Tournoi non tenu     | Tournoi non tenu     | Tournoi non tenu     | Tournoi non tenu  | Tournoi non tenu  | Tournoi non tenu  | Tournoi non tenu  | Tournoi non tenu  | Tournoi non tenu  | Tournoi non tenu  | Tournoi non tenu  | Tournoi non tenu  | Tournoi non tenu  | Tournoi non tenu  | Tournoi non tenu  | Tournoi non tenu  | Tournoi non tenu  | Tournoi non tenu  | Tournoi non tenu  | Tournoi non tenu  | Tournoi non tenu  | Tournoi non tenu  | Tournoi non tenu  | Tournoi non tenu  | Tournoi non tenu  | Tournoi non tenu  | Tournoi non tenu  | Tournoi non tenu  | Tournoi non tenu  | Tournoi non tenu  |                   |          |          |          |          |          |          |          |          |          |          |          |
| Open de Gibraltar                        | Tournoi non existant | Tournoi non existant | Tournoi non existant | Tournoi non existant | Tournoi non existant | Tournoi non existant | Tournoi non existant | Tournoi non existant | Tournoi non existant | Tournoi non existant | Tournoi non existant | Tournoi non existant | Tournoi non existant | Tournoi non existant | Tournoi non existant | Tournoi non existant | Tournoi non existant | Tournoi non existant | Tournoi non existant | Tournoi non existant | Tournoi non existant | Tournoi non existant | Tournoi non existant | CM                   | A                    | A                    | A                    | A                    | F                    | 1T                   | A                    | Tournoi non tenu     | Tournoi non tenu  | Tournoi non tenu  | Tournoi non tenu  | Tournoi non tenu  | Tournoi non tenu  | Tournoi non tenu  | Tournoi non tenu  |                   |                   |                   |                   |                   |                   |                   |                   |                   |                   |                   |                   |                   |                   |                   |                   |                   |                   |                   |                   |                   |          |          |          |          |          |          |          |          |          |          |          |
| Classique de snooker                     | Tournoi abandonné    | Tournoi abandonné    | Tournoi abandonné    | Tournoi abandonné    | Tournoi abandonné    | Tournoi abandonné    | Tournoi abandonné    | Tournoi abandonné    | Tournoi abandonné    | Tournoi abandonné    | Tournoi abandonné    | Tournoi abandonné    | Tournoi abandonné    | Tournoi abandonné    | Tournoi abandonné    | Tournoi abandonné    | Tournoi abandonné    | Tournoi abandonné    | Tournoi abandonné    | Tournoi abandonné    | Tournoi abandonné    | Tournoi abandonné    | Tournoi abandonné    | Tournoi abandonné    | Tournoi abandonné    | Tournoi abandonné    | Tournoi abandonné    | Tournoi abandonné    | Tournoi abandonné    | Tournoi abandonné    | 2T                   | Tournoi non tenu     | Tournoi non tenu  | Tournoi non tenu  | Tournoi non tenu  | Tournoi non tenu  | Tournoi non tenu  | Tournoi non tenu  | Tournoi non tenu  |                   |                   |                   |                   |                   |                   |                   |                   |                   |                   |                   |                   |                   |                   |                   |                   |                   |                   |                   |                   |                   |          |          |          |          |          |          |          |          |          |          |          |
| Masters d'Europe                         | Tournoi non existant | Tournoi non existant | Tournoi non existant | Tournoi non existant | Tournoi non existant | Tournoi non existant | Tournoi non existant | Tournoi non existant | Tournoi non existant | Tournoi non existant | Tournoi non existant | Tournoi non existant | Tournoi non existant | Tournoi non existant | Tournoi non existant | Tournoi non existant | Tournoi non existant | Tournoi non existant | Tournoi non existant | Tournoi non existant | Tournoi non existant | Tournoi non existant | Tournoi non existant | Tournoi non existant | F                    | A                    | F                    | A                    | 2T                   | F                    | A                    | A                    | NT                |                   |                   |                   |                   |                   |                   |                   |                   |                   |                   |                   |                   |                   |                   |                   |                   |                   |                   |                   |                   |                   |                   |                   |                   |                   |                   |                   |          |          |          |          |          |          |          |          |          |          |          |
| Anciens tournois non classés             |                      |                      |                      |                      |                      |                      |                      |                      |                      |                      |                      |                      |                      |                      |                      |                      |                      |                      |                      |                      |                      |                      |                      |                      |                      |                      |                      |                      |                      |                      |                      |                      |                   |                   |                   |                   |                   |                   |                   |                   |                   |                   |                   |                   |                   |                   |                   |                   |                   |                   |                   |                   |                   |                   |                   |                   |                   |                   |                   |                   |          |          |          |          |          |          |          |          |          |          |          |
| Challenge Nescafe Extra                  | V                    | Tournoi abandonné    | Tournoi abandonné    | Tournoi abandonné    | Tournoi abandonné    | Tournoi abandonné    | Tournoi abandonné    | Tournoi abandonné    | Tournoi abandonné    | Tournoi abandonné    | Tournoi abandonné    | Tournoi abandonné    | Tournoi abandonné    | Tournoi abandonné    | Tournoi abandonné    | Tournoi abandonné    | Tournoi abandonné    | Tournoi abandonné    | Tournoi abandonné    | Tournoi abandonné    | Tournoi abandonné    | Tournoi abandonné    | Tournoi abandonné    | Tournoi abandonné    | Tournoi abandonné    | Tournoi abandonné    | Tournoi abandonné    | Tournoi abandonné    | Tournoi abandonné    | Tournoi abandonné    | Tournoi abandonné    | Tournoi abandonné    | Tournoi abandonné | Tournoi abandonné | Tournoi abandonné | Tournoi abandonné | Tournoi abandonné | Tournoi abandonné | Tournoi abandonné | Tournoi abandonné | Tournoi abandonné |                   |                   |                   |                   |                   |                   |                   |                   |                   |                   |                   |                   |                   |                   |                   |                   |                   |                   |                   |          |          |          |          |          |          |          |          |          |          |          |
| Dix billes                               | Non existant         | Non existant         | F                    | Tournoi abandonné    | Tournoi abandonné    | Tournoi abandonné    | Tournoi abandonné    | Tournoi abandonné    | Tournoi abandonné    | Tournoi abandonné    | Tournoi abandonné    | Tournoi abandonné    | Tournoi abandonné    | Tournoi abandonné    | Tournoi abandonné    | Tournoi abandonné    | Tournoi abandonné    | Tournoi abandonné    | Tournoi abandonné    | Tournoi abandonné    | Tournoi abandonné    | Tournoi abandonné    | Tournoi abandonné    | Tournoi abandonné    | Tournoi abandonné    | Tournoi abandonné    | Tournoi abandonné    | Tournoi abandonné    | Tournoi abandonné    | Tournoi abandonné    | Tournoi abandonné    | Tournoi abandonné    | Tournoi abandonné |                   |                   |                   |                   |                   |                   |                   |                   |                   |                   |                   |                   |                   |                   |                   |                   |                   |                   |                   |                   |                   |                   |                   |                   |                   |                   |                   |          |          |          |          |          |          |          |          |          |          |          |
| Masters de Belgique                      | DF                   | Non tenu             | Non tenu             | A                    | Tournoi abandonné    | Tournoi abandonné    | Tournoi abandonné    | Tournoi abandonné    | Tournoi abandonné    | Tournoi abandonné    | Tournoi abandonné    | Tournoi abandonné    | Tournoi abandonné    | Tournoi abandonné    | Tournoi abandonné    | Tournoi abandonné    | Tournoi abandonné    | Tournoi abandonné    | Tournoi abandonné    | Tournoi abandonné    | Tournoi abandonné    | Tournoi abandonné    | Tournoi abandonné    | Tournoi abandonné    | Tournoi abandonné    | Tournoi abandonné    | Tournoi abandonné    | Tournoi abandonné    | Tournoi abandonné    | Tournoi abandonné    | Tournoi abandonné    | Tournoi abandonné    | Tournoi abandonné | Tournoi abandonné |                   |                   |                   |                   |                   |                   |                   |                   |                   |                   |                   |                   |                   |                   |                   |                   |                   |                   |                   |                   |                   |                   |                   |                   |                   |                   |          |          |          |          |          |          |          |          |          |          |          |
| Superstar International                  | Tournoi non existant | Tournoi non existant | Tournoi non existant | Tournoi non existant | Tournoi non existant | V                    | Tournoi abandonné    | Tournoi abandonné    | Tournoi abandonné    | Tournoi abandonné    | Tournoi abandonné    | Tournoi abandonné    | Tournoi abandonné    | Tournoi abandonné    | Tournoi abandonné    | Tournoi abandonné    | Tournoi abandonné    | Tournoi abandonné    | Tournoi abandonné    | Tournoi abandonné    | Tournoi abandonné    | Tournoi abandonné    | Tournoi abandonné    | Tournoi abandonné    | Tournoi abandonné    | Tournoi abandonné    | Tournoi abandonné    | Tournoi abandonné    | Tournoi abandonné    | Tournoi abandonné    | Tournoi abandonné    | Tournoi abandonné    | Tournoi abandonné | Tournoi abandonné | Tournoi abandonné | Tournoi abandonné |                   |                   |                   |                   |                   |                   |                   |                   |                   |                   |                   |                   |                   |                   |                   |                   |                   |                   |                   |                   |                   |                   |                   |                   |          |          |          |          |          |          |          |          |          |          |          |
| Open de Chine                            | Tournoi non existant | Tournoi non existant | Tournoi non existant | Tournoi non existant | Tournoi non existant | DF                   | Tournoi classé       | Tournoi classé       | Tournoi classé       | Tournoi classé       | Non tenu             | Non tenu             | Tournoi classé       | Tournoi classé       | Tournoi classé       | Tournoi classé       | Tournoi classé       | Tournoi classé       | Tournoi classé       | Tournoi classé       | Tournoi classé       | Tournoi classé       | Tournoi classé       | Tournoi classé       | Tournoi classé       | Tournoi classé       | Tournoi classé       | Tournoi classé       | Tournoi classé       | Tournoi classé       | Tournoi classé       | Tournoi classé       | Tournoi classé    | Tournoi classé    | Tournoi classé    | Tournoi classé    | Tournoi classé    | Tournoi classé    | Tournoi classé    | Tournoi classé    | Tournoi classé    | Tournoi classé    |                   |                   |                   |                   |                   |                   |                   |                   |                   |                   |                   |                   |                   |                   |                   |                   |                   |                   |          |          |          |          |          |          |          |          |          |          |          |
| Coupe du Millenium                       | Tournoi non existant | Tournoi non existant | Tournoi non existant | Tournoi non existant | Tournoi non existant | Tournoi non existant | Tournoi non existant | F                    | Tournoi abandonné    | Tournoi abandonné    | Tournoi abandonné    | Tournoi abandonné    | Tournoi abandonné    | Tournoi abandonné    | Tournoi abandonné    | Tournoi abandonné    | Tournoi abandonné    | Tournoi abandonné    | Tournoi abandonné    | Tournoi abandonné    | Tournoi abandonné    | Tournoi abandonné    | Tournoi abandonné    | Tournoi abandonné    | Tournoi abandonné    | Tournoi abandonné    | Tournoi abandonné    | Tournoi abandonné    | Tournoi abandonné    | Tournoi abandonné    | Tournoi abandonné    | Tournoi abandonné    | Tournoi abandonné | Tournoi abandonné | Tournoi abandonné | Tournoi abandonné | Tournoi abandonné | Tournoi abandonné |                   |                   |                   |                   |                   |                   |                   |                   |                   |                   |                   |                   |                   |                   |                   |                   |                   |                   |                   |                   |                   |                   |          |          |          |          |          |          |          |          |          |          |          |
| Tournoi Pontins professionnel            | A                    | A                    | QF                   | A                    | A                    | A                    | A                    | A                    | Tournoi abandonné    | Tournoi abandonné    | Tournoi abandonné    | Tournoi abandonné    | Tournoi abandonné    | Tournoi abandonné    | Tournoi abandonné    | Tournoi abandonné    | Tournoi abandonné    | Tournoi abandonné    | Tournoi abandonné    | Tournoi abandonné    | Tournoi abandonné    | Tournoi abandonné    | Tournoi abandonné    | Tournoi abandonné    | Tournoi abandonné    | Tournoi abandonné    | Tournoi abandonné    | Tournoi abandonné    | Tournoi abandonné    | Tournoi abandonné    | Tournoi abandonné    | Tournoi abandonné    | Tournoi abandonné | Tournoi abandonné | Tournoi abandonné | Tournoi abandonné | Tournoi abandonné | Tournoi abandonné |                   |                   |                   |                   |                   |                   |                   |                   |                   |                   |                   |                   |                   |                   |                   |                   |                   |                   |                   |                   |                   |                   |          |          |          |          |          |          |          |          |          |          |          |
| Coupe des champions                      | Non existant         | Non existant         | QF                   | V                    | F                    | F                    | F                    | DF                   | V                    | RR                   | Tournoi abandonné    | Tournoi abandonné    | Tournoi abandonné    | Tournoi abandonné    | Tournoi abandonné    | Tournoi abandonné    | Tournoi abandonné    | Tournoi abandonné    | Tournoi abandonné    | Tournoi abandonné    | Tournoi abandonné    | Tournoi abandonné    | Tournoi abandonné    | Tournoi abandonné    | Tournoi abandonné    | Tournoi abandonné    | Tournoi abandonné    | Tournoi abandonné    | Tournoi abandonné    | Tournoi abandonné    | Tournoi abandonné    | Tournoi abandonné    | Tournoi abandonné | Tournoi abandonné | Tournoi abandonné | Tournoi abandonné | Tournoi abandonné | Tournoi abandonné | Tournoi abandonné | Tournoi abandonné |                   |                   |                   |                   |                   |                   |                   |                   |                   |                   |                   |                   |                   |                   |                   |                   |                   |                   |                   |                   |          |          |          |          |          |          |          |          |          |          |          |
| Masters d'Écosse                         | A                    | A                    | A                    | DF                   | QF                   | QF                   | V                    | QF                   | V                    | F                    | V                    | Tournoi abandonné    | Tournoi abandonné    | Tournoi abandonné    | Tournoi abandonné    | Tournoi abandonné    | Tournoi abandonné    | Tournoi abandonné    | Tournoi abandonné    | Tournoi abandonné    | Tournoi abandonné    | Tournoi abandonné    | Tournoi abandonné    | Tournoi abandonné    | Tournoi abandonné    | Tournoi abandonné    | Tournoi abandonné    | Tournoi abandonné    | Tournoi abandonné    | Tournoi abandonné    | Tournoi abandonné    | Tournoi abandonné    | Tournoi abandonné | Tournoi abandonné | Tournoi abandonné | Tournoi abandonné | Tournoi abandonné | Tournoi abandonné | Tournoi abandonné | Tournoi abandonné | Tournoi abandonné |                   |                   |                   |                   |                   |                   |                   |                   |                   |                   |                   |                   |                   |                   |                   |                   |                   |                   |                   |          |          |          |          |          |          |          |          |          |          |          |
| Trophée d'Irlande du Nord                | Tournoi non existant | Tournoi non existant | Tournoi non existant | Tournoi non existant | Tournoi non existant | Tournoi non existant | Tournoi non existant | Tournoi non existant | Tournoi non existant | Tournoi non existant | Tournoi non existant | Tournoi non existant | Tournoi non existant | 1T                   | Tournoi classé       | Tournoi classé       | Tournoi classé       | Tournoi abandonné    | Tournoi abandonné    | Tournoi abandonné    | Tournoi abandonné    | Tournoi abandonné    | Tournoi abandonné    | Tournoi abandonné    | Tournoi abandonné    | Tournoi abandonné    | Tournoi abandonné    | Tournoi abandonné    | Tournoi abandonné    | Tournoi abandonné    | Tournoi abandonné    | Tournoi abandonné    | Tournoi abandonné | Tournoi abandonné | Tournoi abandonné | Tournoi abandonné | Tournoi abandonné | Tournoi abandonné | Tournoi abandonné | Tournoi abandonné | Tournoi abandonné | Tournoi abandonné | Tournoi abandonné | Tournoi abandonné | Tournoi abandonné | Tournoi abandonné | Tournoi abandonné |                   |                   |                   |                   |                   |                   |                   |                   |                   |                   |                   |                   |                   |          |          |          |          |          |          |          |          |          |          |          |
| Masters d'Irlande                        | A                    | QF                   | 1T                   | QF                   | DF                   | D                    | QF                   | DF                   | V                    | QF                   | Tournoi classé       | Tournoi classé       | Tournoi classé       | NT                   | V                    | Tournoi abandonné    | Tournoi abandonné    | Tournoi abandonné    | Tournoi abandonné    | Tournoi abandonné    | Tournoi abandonné    | Tournoi abandonné    | Tournoi abandonné    | Tournoi abandonné    | Tournoi abandonné    | Tournoi abandonné    | Tournoi abandonné    | Tournoi abandonné    | Tournoi abandonné    | Tournoi abandonné    | Tournoi abandonné    | Tournoi abandonné    | Tournoi abandonné | Tournoi abandonné | Tournoi abandonné | Tournoi abandonné | Tournoi abandonné | Tournoi abandonné | Tournoi abandonné | Tournoi abandonné | Tournoi abandonné | Tournoi abandonné | Tournoi abandonné | Tournoi abandonné | Tournoi abandonné |                   |                   |                   |                   |                   |                   |                   |                   |                   |                   |                   |                   |                   |                   |                   |          |          |          |          |          |          |          |          |          |          |          |
| Challenge Euro-Asiatique                 | Tournoi non existant | Tournoi non existant | Tournoi non existant | Tournoi non existant | Tournoi non existant | Tournoi non existant | Tournoi non existant | Tournoi non existant | Tournoi non existant | Tournoi non existant | Tournoi non existant | A                    | Non tenu             | Non tenu             | Non tenu             | RR                   | Tournoi abandonné    | Tournoi abandonné    | Tournoi abandonné    | Tournoi abandonné    | Tournoi abandonné    | Tournoi abandonné    | Tournoi abandonné    | Tournoi abandonné    | Tournoi abandonné    | Tournoi abandonné    | Tournoi abandonné    | Tournoi abandonné    | Tournoi abandonné    | Tournoi abandonné    | Tournoi abandonné    | Tournoi abandonné    | Tournoi abandonné | Tournoi abandonné | Tournoi abandonné | Tournoi abandonné | Tournoi abandonné | Tournoi abandonné | Tournoi abandonné | Tournoi abandonné | Tournoi abandonné | Tournoi abandonné | Tournoi abandonné | Tournoi abandonné | Tournoi abandonné | Tournoi abandonné | Tournoi abandonné | Tournoi abandonné | Tournoi abandonné | Tournoi abandonné | Tournoi abandonné | Tournoi abandonné | Tournoi abandonné | Tournoi abandonné | Tournoi abandonné | Tournoi abandonné |                   |                   |                   |                   |          |          |          |          |          |          |          |          |          |          |          |
| Pot Black                                | QF                   | A                    | Tournoi non tenu     | Tournoi non tenu     | Tournoi non tenu     | Tournoi non tenu     | Tournoi non tenu     | Tournoi non tenu     | Tournoi non tenu     | Tournoi non tenu     | Tournoi non tenu     | Tournoi non tenu     | Tournoi non tenu     | QF                   | A                    | A                    | A                    |                      |                      |                      |                      |                      |                      |                      |                      |                      |                      |                      |                      |                      |                      |                      |                   |                   |                   |                   |                   |                   |                   |                   |                   |                   |                   |                   |                   |                   |                   |                   |                   |                   |                   |                   |                   |                   |                   |                   |                   |                   |                   |                   |          |          |          |          |          |          |          |          |          |          |          |
| Tournoi qualificatif aux Masters         | CM                   | V                    | A                    | A                    | A                    | A                    | A                    | A                    | A                    | A                    | A                    | A                    | A                    | NT                   | A                    | A                    | A                    | A                    | A                    | Tournoi abandonné    | Tournoi abandonné    | Tournoi abandonné    | Tournoi abandonné    | Tournoi abandonné    | Tournoi abandonné    | Tournoi abandonné    | Tournoi abandonné    | Tournoi abandonné    | Tournoi abandonné    | Tournoi abandonné    | Tournoi abandonné    | Tournoi abandonné    | Tournoi abandonné | Tournoi abandonné | Tournoi abandonné | Tournoi abandonné | Tournoi abandonné | Tournoi abandonné | Tournoi abandonné | Tournoi abandonné | Tournoi abandonné | Tournoi abandonné | Tournoi abandonné | Tournoi abandonné | Tournoi abandonné | Tournoi abandonné | Tournoi abandonné | Tournoi abandonné | Tournoi abandonné | Tournoi abandonné | Tournoi abandonné | Tournoi abandonné | Tournoi abandonné | Tournoi abandonné | Tournoi abandonné | Tournoi abandonné | Tournoi abandonné | Tournoi abandonné | Tournoi abandonné |                   |          |          |          |          |          |          |          |          |          |          |          |
| Power Snooker                            | Tournoi non existant | Tournoi non existant | Tournoi non existant | Tournoi non existant | Tournoi non existant | Tournoi non existant | Tournoi non existant | Tournoi non existant | Tournoi non existant | Tournoi non existant | Tournoi non existant | Tournoi non existant | Tournoi non existant | Tournoi non existant | Tournoi non existant | Tournoi non existant | Tournoi non existant | Tournoi non existant | V                    | F                    | Tournoi abandonné    | Tournoi abandonné    | Tournoi abandonné    | Tournoi abandonné    | Tournoi abandonné    | Tournoi abandonné    | Tournoi abandonné    | Tournoi abandonné    | Tournoi abandonné    | Tournoi abandonné    | Tournoi abandonné    | Tournoi abandonné    | Tournoi abandonné | Tournoi abandonné | Tournoi abandonné | Tournoi abandonné | Tournoi abandonné | Tournoi abandonné | Tournoi abandonné | Tournoi abandonné | Tournoi abandonné | Tournoi abandonné | Tournoi abandonné | Tournoi abandonné | Tournoi abandonné | Tournoi abandonné | Tournoi abandonné | Tournoi abandonné | Tournoi abandonné | Tournoi abandonné | Tournoi abandonné | Tournoi abandonné | Tournoi abandonné | Tournoi abandonné | Tournoi abandonné | Tournoi abandonné | Tournoi abandonné | Tournoi abandonné | Tournoi abandonné | Tournoi abandonné |          |          |          |          |          |          |          |          |          |          |          |
| Première ligue                           | RR                   | RR                   | RR                   | RR                   | V                    | RR                   | DF                   | DF                   | V                    | V                    | DF                   | A                    | V                    | V                    | V                    | V                    | V                    | F                    | V                    | V                    | A                    | Tournoi abandonné    | Tournoi abandonné    | Tournoi abandonné    | Tournoi abandonné    | Tournoi abandonné    | Tournoi abandonné    | Tournoi abandonné    | Tournoi abandonné    | Tournoi abandonné    | Tournoi abandonné    | Tournoi abandonné    | Tournoi abandonné | Tournoi abandonné | Tournoi abandonné | Tournoi abandonné | Tournoi abandonné | Tournoi abandonné | Tournoi abandonné | Tournoi abandonné | Tournoi abandonné | Tournoi abandonné | Tournoi abandonné | Tournoi abandonné | Tournoi abandonné | Tournoi abandonné | Tournoi abandonné | Tournoi abandonné | Tournoi abandonné | Tournoi abandonné | Tournoi abandonné |                   |                   |                   |                   |                   |                   |                   |                   |                   |          |          |          |          |          |          |          |          |          |          |          |
| Grand Prix mondial                       | Tournoi non existant | Tournoi non existant | Tournoi non existant | Tournoi non existant | Tournoi non existant | Tournoi non existant | Tournoi non existant | Tournoi non existant | Tournoi non existant | Tournoi non existant | Tournoi non existant | Tournoi non existant | Tournoi non existant | Tournoi non existant | Tournoi non existant | Tournoi non existant | Tournoi non existant | Tournoi non existant | Tournoi non existant | Tournoi non existant | Tournoi non existant | Tournoi non existant | F                    | Tournoi classé       | Tournoi classé       | Tournoi classé       | Tournoi classé       | Tournoi classé       | Tournoi classé       | Tournoi classé       | Tournoi classé       | Tournoi classé       | Tournoi classé    | Tournoi classé    | Tournoi classé    | Tournoi classé    | Tournoi classé    | Tournoi classé    | Tournoi classé    | Tournoi classé    | Tournoi classé    | Tournoi classé    | Tournoi classé    | Tournoi classé    | Tournoi classé    | Tournoi classé    | Tournoi classé    | Tournoi classé    | Tournoi classé    | Tournoi classé    | Tournoi classé    | Tournoi classé    | Tournoi classé    |                   |                   |                   |                   |                   |                   |                   |          |          |          |          |          |          |          |          |          |          |          |
| Shoot-Out                                | Tournoi non existant | Tournoi non existant | Tournoi non existant | Tournoi non existant | Tournoi non existant | Tournoi non existant | Tournoi non existant | Tournoi non existant | Tournoi non existant | Tournoi non existant | Tournoi non existant | Tournoi non existant | Tournoi non existant | Tournoi non existant | Tournoi non existant | Tournoi non existant | Tournoi non existant | Tournoi non existant | DF                   | A                    | A                    | A                    | 2T                   | A                    | Tournoi classé       | Tournoi classé       | Tournoi classé       | Tournoi classé       | Tournoi classé       | Tournoi classé       | Tournoi classé       | Tournoi classé       | Tournoi classé    | Tournoi classé    | Tournoi classé    | Tournoi classé    | Tournoi classé    | Tournoi classé    | Tournoi classé    | Tournoi classé    | Tournoi classé    | Tournoi classé    | Tournoi classé    | Tournoi classé    | Tournoi classé    | Tournoi classé    | Tournoi classé    | Tournoi classé    | Tournoi classé    | Tournoi classé    | Tournoi classé    | Tournoi classé    | Tournoi classé    | Tournoi classé    |                   |                   |                   |                   |                   |                   |          |          |          |          |          |          |          |          |          |          |          |
| Championnat de Chine                     | Tournoi non existant | Tournoi non existant | Tournoi non existant | Tournoi non existant | Tournoi non existant | Tournoi non existant | Tournoi non existant | Tournoi non existant | Tournoi non existant | Tournoi non existant | Tournoi non existant | Tournoi non existant | Tournoi non existant | Tournoi non existant | Tournoi non existant | Tournoi non existant | Tournoi non existant | Tournoi non existant | Tournoi non existant | Tournoi non existant | Tournoi non existant | Tournoi non existant | Tournoi non existant | Tournoi non existant | F                    | Tournoi classé       | Tournoi classé       | Tournoi classé       | Tournoi classé       | Tournoi classé       | Tournoi classé       | Tournoi classé       | Tournoi classé    | Tournoi classé    | Tournoi classé    | Tournoi classé    | Tournoi classé    | Tournoi classé    | Tournoi classé    | Tournoi classé    | Tournoi classé    | Tournoi classé    | Tournoi classé    | Tournoi classé    | Tournoi classé    | Tournoi classé    | Tournoi classé    | Tournoi classé    | Tournoi classé    | Tournoi classé    | Tournoi classé    | Tournoi classé    | Tournoi classé    | Tournoi classé    | Tournoi classé    |                   |                   |                   |                   |                   |          |          |          |          |          |          |          |          |          |          |          |
| Masters de Hong Kong                     | Tournoi non existant | Tournoi non existant | Tournoi non existant | Tournoi non existant | Tournoi non existant | Tournoi non existant | Tournoi non existant | Tournoi non existant | Tournoi non existant | Tournoi non existant | Tournoi non existant | Tournoi non existant | Tournoi non existant | Tournoi non existant | Tournoi non existant | Tournoi non existant | Tournoi non existant | Tournoi non existant | Tournoi non existant | Tournoi non existant | Tournoi non existant | Tournoi non existant | Tournoi non existant | Tournoi non existant | F                    | Tournoi non tenu     | Tournoi non tenu     | Tournoi non tenu     | Tournoi non tenu     | Tournoi non tenu     | V                    | Non tenu             | Non tenu          | Non tenu          | Non tenu          | Non tenu          | Non tenu          | Non tenu          | Non tenu          | Non tenu          | Non tenu          | Non tenu          | Non tenu          | Non tenu          | Non tenu          | Non tenu          | Non tenu          | Non tenu          | Non tenu          | Non tenu          | Non tenu          | Non tenu          | Non tenu          | Non tenu          | Non tenu          | Non tenu          | Non tenu          | Non tenu          | Non tenu          | Non tenu          | Non tenu | Non tenu | Non tenu | Non tenu | Non tenu | Non tenu | Non tenu | Non tenu | Non tenu | Non tenu | Non tenu |
| Championnat du monde à six billes rouges | Tournoi non existant | Tournoi non existant | Tournoi non existant | Tournoi non existant | Tournoi non existant | Tournoi non existant | Tournoi non existant | Tournoi non existant | Tournoi non existant | Tournoi non existant | Tournoi non existant | Tournoi non existant | Tournoi non existant | Tournoi non existant | Tournoi non existant | Tournoi non existant | A                    | A                    | NT                   | A                    | A                    | A                    | A                    | A                    | A                    | A                    | A                    | A                    | Non tenu             | Non tenu             | 2T                   | Non tenu             | Non tenu          |                   |                   |                   |                   |                   |                   |                   |                   |                   |                   |                   |                   |                   |                   |                   |                   |                   |                   |                   |                   |                   |                   |                   |                   |                   |                   |                   |          |          |          |          |          |          |          |          |          |          |          |

| Légendes des performances | Légendes des performances | Légendes des performances | Légendes des performances                                              | Légendes des performances | Légendes des performances   | Légendes des performances | Légendes des performances | Légendes des performances | Légendes des performances | Légendes des performances | Légendes des performances |
| ------------------------- | ------------------------- | ------------------------- | ---------------------------------------------------------------------- | ------------------------- | --------------------------- | ------------------------- | ------------------------- | ------------------------- | ------------------------- | ------------------------- | ------------------------- |
| DQ                        | Défaite en qualifications | XT                        | Défaite au tour X WC = tour d'invitation (wild card), RR = round-robin | QF                        | Défaite en quart de finale  | DF                        | Défaite en demi-finale    | F                         | Défaite en finale         | V                         | Victoire                  |
| A                         | Absent ou forfait         | F                         | Retrait du tournoi                                                     | D                         | Disqualification du tournoi |                           |                           |                           |                           |                           |                           |

| NT / Non tenu              | NT / Non tenu              | NT / Non tenu              | NT / Non tenu              | Événement non tenu    |
| NC / Tournoi non classé    | NC / Tournoi non classé    | NC / Tournoi non classé    | NC / Tournoi non classé    | Tournoi non classé    |
| C / Tournoi classé         | C / Tournoi classé         | C / Tournoi classé         | C / Tournoi classé         | Tournoi classé        |
| CM / Tournoi classé mineur | CM / Tournoi classé mineur | CM / Tournoi classé mineur | CM / Tournoi classé mineur | Tournoi classé mineur |

## Classement annuel
Ronnie O'Sullivan a terminé à huit reprises l'année à la première place du classement mondial.
| Année | Mai 1994 | Mai 1995 | Mai 1996 | Mai 1997 | Mai 1998 | Mai 1999 | Mai 2000 | Mai 2001 | Mai 2002 | Mai 2003 | Mai 2004 | Mai 2005 | Mai 2006 | Mai 2007 | Mai 2008 | Mai 2009 | Mai 2010 | Mai 2011 | Mai 2012 | Mai 2013 | Mai 2014 | Mai 2015 | Mai 2016 | Mai 2017 | Mai 2018 | Mai 2019 | Mai 2020 | Mai 2021 | Mai 2022 | Mai 2023 |
| Rang  | 9        | 3        | 8        | 7        | 3        | 4        | 4        | 2        | 1        | 3        | 1        | 1        | 3        | 5        | 1        | 1        | 3        | 11       | 9        | 19       | 4        | 5        | 10       | 14       | 2        | 1        | 2        | 3        | 1        | 1        |